# Ley de amnistía de España de 2024
La Ley Orgánica 1/2024, de 10 de junio, de amnistía para la normalización institucional, política y social en Cataluña es una ley orgánica de España que fue aprobada el 30 de mayo de 2024 y entró en vigor el 11 de junio, el mismo día de su publicación en el BOE. Fue registrada como proposición de ley en el Congreso de los Diputados el 13 de noviembre de 2023 por el Grupo Parlamentario Socialista (aunque estaba previsto que también la firmaran el resto de grupos parlamentarios que la apoyaban: Sumar, Esquerra Republicana de Catalunya, Junts, EH Bildu, PNV y BNG). Esta iniciativa legislativa era el resultado de los pactos de investidura establecidos entre el Partido Socialista Obrero Español (PSOE) con Esquerra Republicana de Catalunya (ERC)y con Junts per Catalunya,formalizados el 2 y el 9 de noviembre, respectivamente.

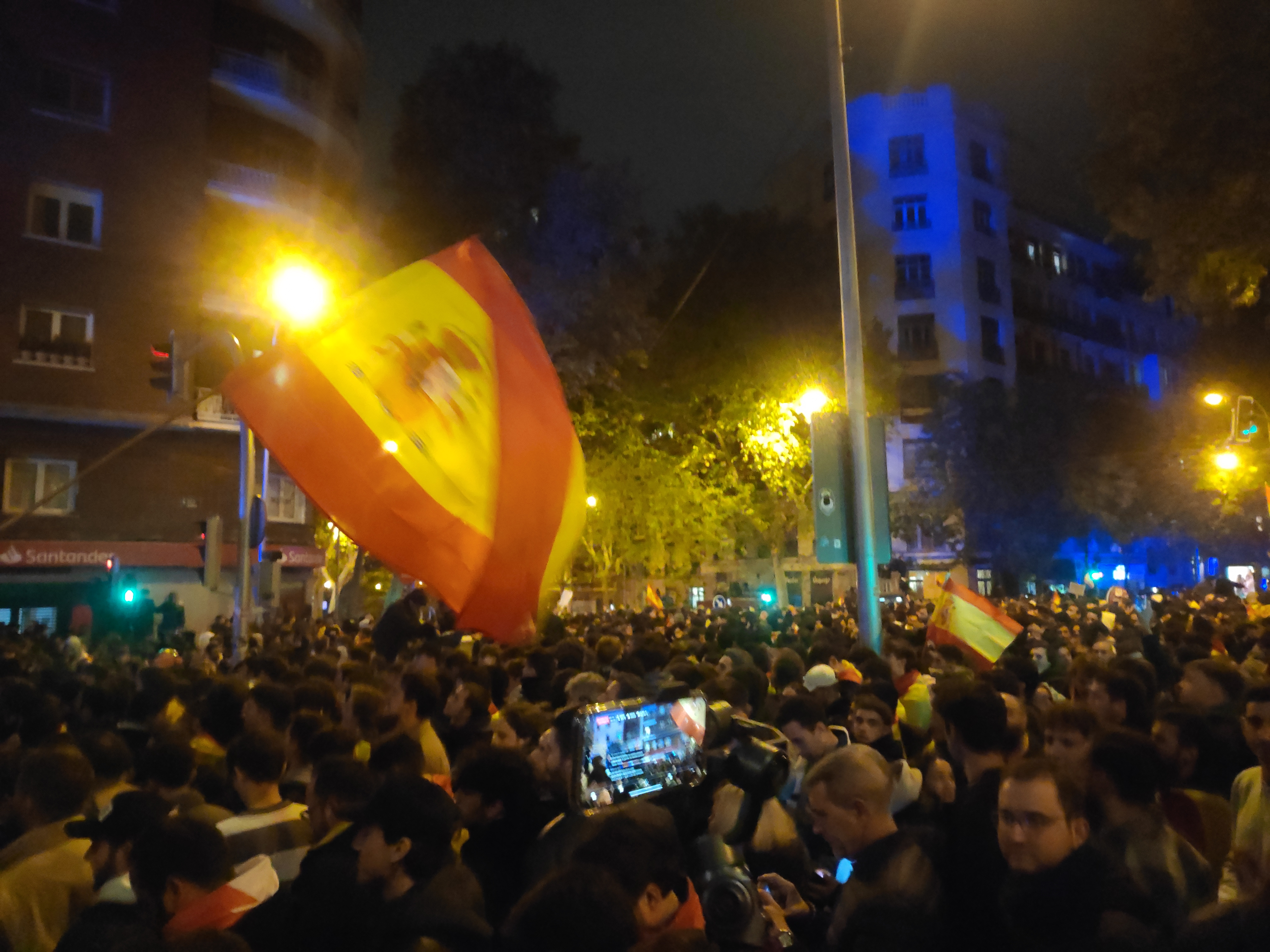
Manifestantes reunidos en las inmediaciones de la sede del Partido Socialista Obrero Español en Madrid, en la calle Ferraz, en las Protestas contra la amnistía de 2023

La ley pretende cancelar todos los procedimientos judiciales y las condenas relacionadas con los eventos surgidos durante el "procés" catalán. Esto incluye la consulta realizada el 9 de noviembre de 2014, el referéndum ilegal del 1 de octubre de 2017 y la consecuente declaración unilateral de independencia de Cataluña.
En la presentación de la proposición de ley ante los medios de comunicación el ministro de la Presidencia en funciones Félix Bolaños afirmó que era «profundamente constitucional», que pretendía «garantizar la convivencia política» y «cerrar heridas» y que contaba con el apoyo de 178 diputados (los de todos los grupos parlamentarios comprometidos en el apoyo a la investidura de Pedro Sánchez, menos Coalición Canaria). Por su parte el Partido Popular y Vox reiteraron su radical oposición a la ley que ya venían manifestando desde hacía meses aunque no se conocía todavía su contenido, argumentando que la amnistía era contraria a la Constitución, al Estado de derecho y a la separación de poderes. De hecho el día anterior, 12 de noviembre, el PP había reunido a cientos de miles de personas en las cincuenta capitales de provincia (más Ceuta y Melilla) y Vox seguía alentando las concentraciones de unos pocos miles de personas ante la sede central del PSOE en la calle Ferraz de Madrid en las que abundaban los lemas y simbologías franquistas y fascistas (la de la noche del día 12 fue la décima en la que como en otras ocasiones tuvo que intervenir la policía).
Según algunas estimaciones la amnistía afectará a unas trescientas cincuenta personas inmersas en procesos judiciales por el procés y a setenta y tres policías encausados por sus actuaciones durante las votaciones en el ilegal Referéndum de independencia de Cataluña de 2017, o en los días anteriores o en los posteriores.
El 26 de junio de 2025 el Tribunal Constitucional desestimó el recurso presentado por el PP y declaró la plena constitucionalidad de la ley por seis votos contra cuatro.

## Antecedentes

### Indultos a líderes independentistas (junio de 2021)

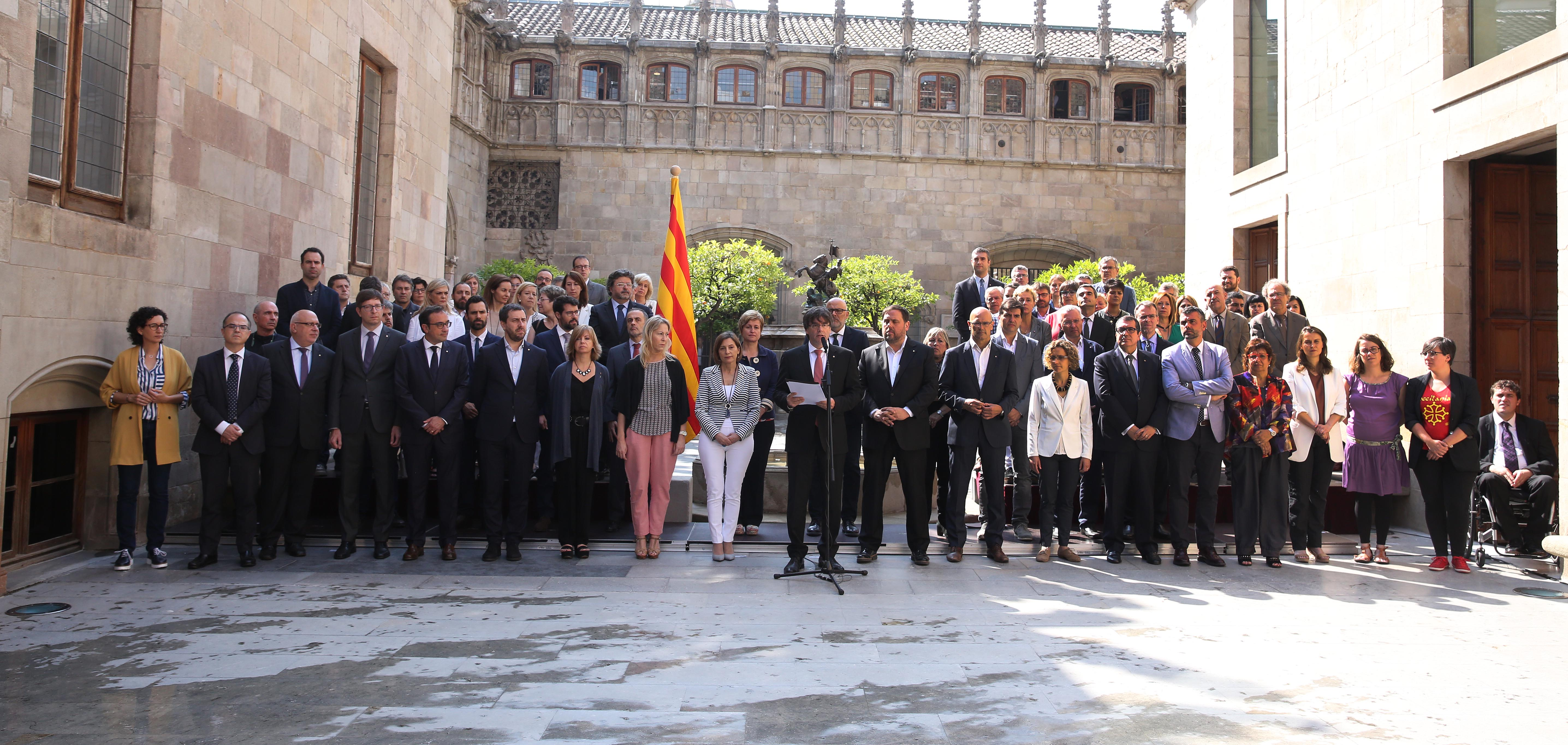
Presentación del referéndum de independencia del 1 de octubre de 2017 por parte de Carles Puigdemont y su equipo de gobierno (2017)

El 22 de junio de 2021 el gobierno de coalición del PSOE y Unidas Podemos presidido por Pedro Sánchez, uno de cuyos apoyos parlamentarios eran los quince diputados de Esquerra Republicana de Cataluña (ERC), indulta a los condenados en el juicio del procés, que llevaban más de tres años en prisión (entre ellos el presidente de ERC Oriol Junqueras). Tras conocerse la decisión del Gobierno, el presidente de la Generalidad de Cataluña Pere Aragonès (de ERC), rodeado por todos sus consellers hizo una declaración institucional en la que volvió a insistir en su reclamación de amnistía y autodeterminación. «Es la hora de poner fin a la represión, es la hora de un referéndum acordado que cuente con aval internacional como desea una amplísima mayoría de la ciudadanía de Cataluña», dijo. Pero reconoció que la concesión de los indultos «ayuda a generar credibilidad en el camino de la negociación y el acuerdo para resolver el conflicto político». Además, se mostró satisfecho con la medida, porque a su parecer es un reconocimiento de «que las condenas fueron injustas». Por su parte, Mònica Sales, portavoz parlamentaria de Junts, socio de gobierno de ERC, se mostró escéptica sobre el diálogo con el Ejecutivo central y declaró que no compartían la idea de que con los indultos fuera más creíble el camino de la negociación.
Nueve días antes, el 13 de junio, había tenido lugar una concentración de miles de personas en la plaza de Colón de Madrid para protestar por la probable concesión de los indultos. Los líderes de Vox (Santiago Abascal), Partido Popular (Pablo Casado) y Ciudadanos (Albert Rivera) asistieron por separado para no repetir la «foto de Colón» del año anterior. Rosa Díez, líder de Unión 78 (la organización convocante), acusó al gobierno de Sánchez de constituir «un poder excluyente, sectario y peligroso» y de violar la Constitución si concede los indultos a «delincuentes». El manifiesto fue leído por el escritor Andrés Trapiello en el que se calificaba al Gobierno de «inepto, parasitario y autoritario» y a la posible concesión de los indultos como un «grave atentado» contra la democracia.
Al día siguiente de la concesión de los indultos salieron de prisión los nueve condenados del procés, portando una pancarta con el lema Freedom for Catalonia ('Libertad para Cataluña) y una estelada. Algunos de ellos manifestaron que los indultos eran insuficientes y reclamaron la amnistía. De hecho el indulto no había suprimido la pena inhabilitación por lo que hasta que no pasaran los años a los que habían sentenciados no podrían optar a ningún cargo público. El presidente del gobierno y los miembros socialistas del mismo reiteraron en repetidas ocasiones que ni la amnistía ni la autodeterminación tenían cabida en la Constitución. 

### Supresión del delito de sedición (finales de 2022)
Casi año y medio después de la concesión de los indultos, el 11 de noviembre de 2022, los grupos parlamentarios del PSOE y Unidas Podemos, las formaciones políticas que integraban el gobierno de coalición presidido por Pedro Sánchez, presentaron en el Congreso de los Diputados una proposición de ley para eliminar el delito de sedición (con una pena máxima de 15 años) y sustituirlo por el delito de desórdenes públicos agravados (con una pena máxima de cinco años) y para rebajar el delito de malversación, que si se realizaba sin ánimo de lucro tendría una pena máxima de cuatro años, cuando antes era de doce. Se trataba de los dos delitos por los que fueron condenados los líderes del procés que no huyeron de España y de los que se acusaba a los que se «exiliaron». El presidente del gobierno reconoció que las medidas propuestas eran «arriesgadas», pero necesarias para resolver la crisis territorial en Cataluña generada por el procés. Como la proposición fue tramitada por la vía de urgencia, sólo un mes después, el 15 de diciembre, fue debatida y aprobada por el Congreso de Diputados (en un ambiente de gran tensión: el PP había presentado ante el Tribunal Constitucional un recurso de amparo que como medida cautelarísima incluía la suspensión del pleno, cuya resolución el alto tribunal aplazó finalmente hasta el día 19).
El 22 de diciembre el Senado ratificaba lo aprobado por el Congreso de los Diputados. Durante el debate el portavoz socialista José María Oleaga alegó que el objetivo de la modificación penal era «homologar» la ley a la de otros países europeos y «propiciar la convivencia y el reencuentro» en Cataluña. El portavoz del Partido Popular Javier Maroto le respondió que «Sánchez está pagando el precio más alto que nunca ha pagado un presidente del Gobierno» para mantenerse en el poder y llegó a instar a los senadores del PSOE a que rompiera la disciplina de voto. Maroto se desmarcó de Vox cuando dijo que «Pedro Sánchez es un presidente legítimo, para el PP no es un presidente ilegítimo y un okupa» pero añadió que «su actitud es una actitud profundamente ilegítima, prometiendo una cosa en campaña y haciendo la contraria: prometió no indultar a los golpistas, no gobernar apoyado en los independentistas, dejar fuera del Gobierno a Podemos para conciliar el sueño… Ha traicionado todo aquello de lo que habló». Por otro lado, el debate en el Senado puso en evidencia la división del independentismo catalán, porque mientras Esquerra Republicana de Cataluña (ERC) apoyó la reforma —«La apuesta de ERC por el diálogo está dando frutos: con la derogación de la sedición conseguimos disminuir la capacidad represiva del Estado», dijo Mireia Cortès— Junts se desmarcó porque supondría reconocer implícitamente que el desafío secesionista de 2017 fue ilegal —«Desde Junts no vamos a sacrificar el referéndum del 1 de octubre», dijo Josep Maria Cervera—.

### Elecciones generales de julio de 2023
El domingo 23 de julio de 2023 se celebraron las elecciones generales en las que, en contra de lo pronosticado por la mayoría de las encuestas, PP y Vox no alcanzaron la mayoría absoluta. Como el PP había sido el partido con mayor número de diputados (136, que más tarde sumaría uno más por Madrid tras el recuento del voto exterior), su presidente Alberto Núñez Feijóo proclamó desde el balcón de la sede central de su partido en la calle Génova de Madrid que el PP había ganado las elecciones y reivindicó su «derecho a formar gobierno», pidiéndole al PSOE que «no bloquee el gobierno de España». En cambio, el líder de Vox Santiago Abascal reconoció la derrota del bloque de la derecha y afeó la «celebración» en las sedes de otros partidos. «Quiero señalar lo que es una mala noticia para muchos españoles: Pedro Sánchez, aun perdiendo las elecciones, puede bloquear una investidura. Y, peor aún, Pedro Sánchez podría incluso ser investido con el apoyo del comunismo, del independentismo golpista y del terrorismo», declaró. Por su parte Pedro Sánchez proclamó sobre una plataforma improvisada delante de la sede federal del PSOE en la calle Ferraz de Madrid que «España ha sido meridianamente clara: el bloque del retroceso ha fracasado. Somos más, muchos más los que queremos que España avance y así seguirá siendo». «Seguro que esta democracia encontrará la fórmula de la gobernabilidad», declararía Sánchez al día siguiente.
En la misma noche electoral, el partido independentista catalán Junts, consciente de que sus siete diputados podían ser decisivos, afirmó que no haría presidente a Sánchez «a cambio de nada» y reclamó la amnistía y el referéndum de autodeterminación. «Nuestros votos estarán al servicio de resolver el conflicto político que hay entre el Estado y Cataluña», declararía al día siguiente Jordi Turull, secretario general de Junts e indultado por el gobierno dos años antes. Le respondió Salvador Illa, líder del PSC. Afirmó ese mismo lunes 24 en la emisora de radio catalana RAC 1 que desde el punto de vista del Estado de Derecho la amnistía no era factible. «No podemos hacer nada que se salga del estado de derecho. A partir de aquí, podemos hablar». La misma posición mantuvo a portavoz del gobierno en funciones Isabel Rodríguez cuando el martes 25 dijo que «en Catalunya, como en el conjunto de España, solo cabe el marco constitucional». «El destino de España pasa por seguir avanzando, así se ha expresado en las urnas, y ahora tenemos que gestionar ese caudal de confianza de la ciudadanía española», añadió. De hecho, en el último día de la campaña electoral Pedro Sánchez en una entrevista en La 1 de TVE a la pregunta «¿Les daría [a los partidos independentistas] un referéndum o una amnistía [a cambio de la investidura]?» respondió: «No. Aparte de que no es algo futurible, es que ya llevo cinco años gobernando. Es que el independentismo pedía la amnistía y no la ha tenido. Lo que ha tenido son indultos condicionados, donde se han mantenido las penas de inhabilitación al ejercicio de cargo público de algunos de los líderes del llamado procés».
La primera prueba pública de que la posición de al menos una parte de la coalición gobernante respecto a las exigencias de Junts estaba cambiando se produjo el 4 de septiembre, cuando la líder de Sumar y vicepresidenta del gobierno en funciones Yolanda Díaz, se entrevistó con Carles Puigdemont en Bruselas, su lugar de residencia desde octubre de 2017 cuando abandonó España para no ser detenido y juzgado. El encuentro, difundido por todos los medios, era el primero de carácter público entre un miembro del gobierno español y el expresidente de la Generalidad y líder de Junts. La parte socialista del gobierno se desmarcó del encuentro (afirmó que Díaz había acudido en su calidad de líder de Sumar, mientras que el PP y Vox lo criticaron duramente.
Al día siguiente, 5 de septiembre, Carles Puigdemont en una declaración ante la prensa en Bruselas ponía como condición para que Junts apoyara la investidura de Pedro Sánchez (o de Núñez Feijóo, que ya había recibido el encargo del rey de intentar formar gobierno) la aprobación previa de una ley de amnistía, el reconocimiento del «conflicto político» y el compromiso de explorar la posibilidad de un referéndum de autodeterminación. «Si hay acuerdo, este tiene que ser un acuerdo histórico, un compromiso histórico como el que ningún régimen ni gobierno español no ha sido capaz de hacer realidad desde la caída de Barcelona el 11 de septiembre de 1714», declaró.
Tras el fracaso de Alberto Núñez Feijóo para conseguir la investidura como presidente del gobierno (en la segunda votación obtuvo 172 votos a favor y 177 en contra) el rey Felipe VI encargó el 3 de octubre a Pedro Sánchez la formación de gobierno. Tres días después Sánchez pronunció por primera vez la palabra amnistía, que hasta entonces se había resistido a utilizar, en referencia a las negociaciones con los partidos independentistas catalanes para que apoyaran su investidura. Tras la firma el 24 de octubre del pacto con Sumar para reeditar el gobierno de coalición, Pedro Sánchez oficializó su cambio de posición sobre la amnistía en la reunión del Comité Federal del PSOE que se celebró en Madrid el 28 de octubre. Argumentó que la amnistía era necesaria por «el interés de España y en defensa de la convivencia entre españoles» y obtuvo la aprobación de los reunidos. Uno de sus mayores apoyos fue Salvador Illa, líder del PSC, que afirmó, en contra de lo manifestado tres meses antes: «La amnistía es un sí a la convivencia, al reencuentro, a la generosidad sin ingenuidad y un sí a la Constitución. Una medida excepcional para recuperar la plena normalidad política en Cataluña y en España».
El 2 de noviembre Félix Bolaños en representación del PSOE y Oriol Junqueras en representación de Esquerra Republicana de Cataluña firmaron el acuerdo para la investidura de Pedro Sánchez que incluía la ley de amnistía, el traspaso de Rodalies y la condonación de 15 000 millones de la deuda contraída por la Generalitat con el Estado. Una semana después, el 9 de noviembre, se hacía público el acuerdo entre el PSOE y Junts que también incluía la ley de amnistía para los encausados en procedimientos judiciales por el procés. Al día siguiente eran el PSOE y PNV los que firmaban un acuerdo de investidura (firmado por el propio Pedro Sánchez en representación del PSOE y por el presidente del PNV Andoni Ortuzar. También ese mismo día se firmaba el acuerdo Coalición Canaria (aunque esta formación política no apoyaría la amnistía). Con este último acuerdo Sánchez se aseguraba 179 votos para su investidura programada para los días 15 y 16 de noviembre.

## Contenido
La ley consta de una Exposición de Motivos (organizados en seis apartados), 16 artículos (englobados en tres Títulos) y tres disposiciones finales [dos disposiciones adicionales y una disposición final, en la proposición de ley inicial].
En el punto II de la Exposición de Motivos se dice que «la presente ley orgánica amnistía los actos que hayan sido declarados o estuvieran tipificados como delitos o como conductas determinantes de responsabilidad administrativa o contable, vinculados a la consulta celebrada en Cataluña el 9 de noviembre de 2014 y al referéndum de 1 de octubre de 2017 (declarados ambos inconstitucionales en las sentencias del Tribunal Constitucional 31/2015, de 25 de febrero, y 114/2017, de 17 de octubre), que se hubiesen realizado entre el 1 de noviembre de 2011 [1 de enero de 2012, en la proposición de ley original], año en el que comenzaron a desarrollarse los hechos del proceso independentista, y el 13 de noviembre de 2023».

### Exposición de motivos
I
«[La amnistía] se configura en el ordenamiento como un medio adecuado para abordar circunstancias políticas excepcionales que, en el seno de un Estado de Derecho, persigue la consecución de un interés general, como puede ser la necesidad de superar y encauzar conflictos políticos y sociales arraigados, en la búsqueda de la mejora de la convivencia y la cohesión social, así como de una integración de las diversas sensibilidades políticas». 
«La amnistía ha sido utilizada en numerosas ocasiones en nuestra tradición jurídica. No es una vía novedosa, cuenta con numerosos precedentes en España. El más importante, pero no el único, es la Ley de Amnistía de 1977 (Ley 46/1977, de 15 de octubre). Además, se reconoce en el orden constitucional de buena parte de los países de nuestro entorno geográfico e influencia jurídica. [...] También existen otras normas constitucionales de países europeos que, si bien no mencionan expresamente la amnistía, como en el caso de Alemania, Austria, Bélgica, Irlanda o Suecia, ello no ha impedido que se afirmara su constitucionalidad. [...] Desde la perspectiva del derecho de la Unión Europea, la institución de la amnistía está perfectamente homologada».
II
Los hechos ligados al proceso independentista «comportaron una tensión institucional que dio lugar a la intervención de la Justicia y una tensión social y política que provocó la desafección de una parte sustancial de la sociedad catalana hacia las instituciones estatales, que todavía no ha desaparecido y que es reavivada de forma recurrente cuando se manifiestan las múltiples consecuencias legales que siguen teniendo, especialmente en el ámbito penal.
 En este tiempo, las Cortes Generales han tenido un papel preponderante a la hora de configurar la respuesta de la soberanía popular a ese proceso independentista. Un papel que esta ley orgánica reafirma... Así, con esta ley orgánica de amnistía las Cortes Generales acuden de nuevo a un mecanismo constitucional que refuerza el Estado de derecho para dar una respuesta adecuada más de diez años después del comienzo del proceso independentista, cuando ya se han superado los momentos más acusados de la crisis y toca establecer las bases para garantizar la convivencia de cara al futuro. De esta manera, al asumir las Cortes Generales esta decisión de política legislativa, no solo no invaden otros espacios, sino que, muy al contrario y en uso de sus competencias, asumen la mejor vía de las posibles para abordar, desde la política, un conflicto político. [...]
 Con la aprobación de esta ley orgánica, por tanto, lo que el legislador pretende es excepcionar la aplicación de normas vigentes a unos hechos acontecidos en el contexto del proceso independentista catalán en aras del interés general, consistente en garantizar la convivencia dentro del Estado de derecho, y generar un contexto social, político e institucional que fomente la estabilidad económica y el progreso cultural y social tanto de Catalunya como del conjunto de España, sirviendo al mismo tiempo de base para la superación de un conflicto político. [...] Así, esta amnistía no puede interpretarse como un alejamiento de nuestro marco legal. Muy al contrario, es una herramienta que lo fortalece y mira hacia el futuro...».
«Esta ley orgánica es un paso más en un camino difícil, pero a la vez valiente y reconciliador; una demostración de respeto a la ciudadanía y de que la aplicación de la legalidad es necesaria, pero, en ocasiones, no es suficiente para resolver un conflicto político sostenido en el tiempo. Por tanto, esta amnistía constituye una decisión política adoptada bajo el principio de justicia en el entendimiento de que los instrumentos con los que cuenta un Estado de derecho no son, ni deben ser, inamovibles; toda vez que es el Derecho el que está al servicio de la sociedad y no al contrario, y que por tanto este debe tener la capacidad de actualizarse adaptándose al contexto de cada momento».
III
«El contexto jurídico y político en el que se aprueba esta amnistía es muy diferente de aquel en el que se aprobaron las dos últimas normas que implementaron esta medida en nuestro país. [...] Desde el año 1978, España cuenta con un texto constitucional homologable al de los países de nuestro entorno, que garantiza los derechos fundamentales individualmente considerados y preserva los derechos ideológicos y políticos de todos... De acuerdo con este marco, una ley de amnistía solo puede fundamentarse en la solidez del sistema democrático, que demuestra así su capacidad de conciliación a través de un acto soberano de las Cortes Generales, cuya legitimidad encuentra fundamento en dos pilares de distinta naturaleza: por un lado, la constitucionalidad de la medida y, por otro, la necesidad de abordar una situación excepcional en pro del interés general, apostando por un futuro de entendimiento, diálogo y negociación entre las distintas sensibilidades políticas, ideológicas y nacionales». 
«Este es el marco jurídico general en el que se concibe la presente ley de amnistía, en el claro entendimiento de que, si bien no hay democracia fuera del Estado de derecho, es necesario crear las condiciones para que la política, el diálogo y los cauces parlamentarios sean los protagonistas en la búsqueda de soluciones a una cuestión política con una presencia recurrente en nuestra historia. [...] Este proceso está inspirado, además, por la interpretación que ofrece el Tribunal Constitucional sobre las obligaciones políticas de los poderes públicos al decir que “la Constitución no aborda ni puede abordar expresamente todos los problemas que se pueden suscitar en el orden constitucional […]. Por ello, los poderes públicos y muy especialmente los poderes territoriales que conforman nuestro Estado autonómico son quienes están llamados a resolver mediante el diálogo y la cooperación los problemas que se desenvuelven en este ámbito” (sentencia 42/2014, de 24 de marzo)».
IV
«La constitucionalidad de la amnistía fue declarada por el Tribunal Constitucional, en su sentencia 147/1986, de 25 de noviembre, a propósito precisamente de la aplicación de la Ley 46/1977. En este pronunciamiento, se afirma taxativamente que “no hay restricción constitucional directa sobre esta materia”. 
La Constitución no prohíbe la institución jurídica de la amnistía, sino solo una manifestación concreta del derecho de gracia, como son los indultos generales, que cuentan con una naturaleza jurídica muy diferente a la que es propia de una ley orgánica de amnistía, al ser el indulto una prerrogativa del Poder Ejecutivo. La propia sentencia 147/1986 abunda en esta cuestión al afirmar que “es erróneo razonar sobre el indulto y la amnistía como figuras cuya diferencia es meramente cuantitativa, pues se hallan entre sí en una relación de diferenciación cualitativa”.
 Parece razonable entender que el constituyente de 1978 no prohibió la institución de la amnistía... Todo ello nos permite inferir que la amnistía, lejos de ser una figura inconstitucional, forma parte del pacto fundacional de la democracia española y se presenta como una facultad de las Cortes Generales, en las que está representado todo el pueblo español, titular de la soberanía nacional».
«Cabe subrayar que la amnistía no afecta al principio de separación de poderes ni a la exclusividad de la jurisdicción previsto en el artículo 117 de la Constitución porque, como reza su propio texto, el Poder Judicial está sometido al imperio de la ley y es precisamente una ley con valor de orgánica la que, dentro de los parámetros antes expuestos, prevé los supuestos de exención de la responsabilidad, correspondiendo a los jueces y tribunales, así como al Tribunal de Cuentas o a las autoridades administrativas que sigan o hubieran seguido las diligencias, procesos, expedientes y causas a las que afecten los actos amnistiados, su aplicación a cada caso concreto.
Lo anterior es así tal cual se ha venido reconociendo implícitamente en nuestro ordenamiento jurídico que, con normalidad, incorpora en distintos preceptos la figura de la amnistía».
«Por último, cabe destacar que la amnistía se contempla en más de treinta acuerdos internacionales suscritos por España en materia de traslado de personas condenadas o extradiciones, teniendo más de veinte de ellos rango de tratado o convenio internacional, lo que implica una revisión previa sobre su plena constitucionalidad».
V
«El principio de igualdad no implica la necesidad de dar un alcance universal a los efectos de la amnistía, sino a que no existan discriminaciones entre personas que se encuentren comprendidas en el supuesto habilitante de la norma (en este caso, los actos determinantes de distintos tipos de responsabilidad en relación con el proceso independentista). Y ello porque, como ha dejado claro el máximo intérprete de la Constitución, el principio de igualdad debe aplicarse cuando exista “identidad sustancial de las situaciones jurídicas”, sin que se pueda “trabar comparación […] entre situaciones jurídicas que en origen no han sido equiparadas por las propias normas que las crean” (sentencia 194/1999, de 25 de octubre), atendiendo para ello al principio de justificación y razonabilidad (sentencias 62/1982, de 15 de octubre; 112/1996, de 24 de junio; 102/1999, de 31 de mayo). Esta ley orgánica respeta, por tanto, el principio de igualdad en la medida en que el ámbito de aplicación se identifica de forma objetiva y justificada, de acuerdo a valores constitucionales, y sin que arbitrariamente se excluyan de la misma supuestos con una identidad sustancial».
«Enmarcada la presente ley orgánica de amnistía en la categoría de ley singular y definida la situación excepcional a la que pretende dar respuesta, se inspira, como no puede ser de otra manera, en los principios de razonabilidad, proporcionalidad y adecuación. La razonabilidad de la misma se vincula a la justificación objetiva y razonable de su singularidad, que se enmarca en la necesidad de superar, como ya se ha puesto de manifiesto, la situación de alta tensión política que vivió la sociedad catalana de forma especialmente intensa desde 2011 [2012 en la proposición de ley inicial]... De esta manera, se devuelve la resolución del conflicto político a los cauces de la discusión política. [...] La proporcionalidad de la ley deriva de la concreción del elenco de actos que hayan sido declarados o estén tipificados como delitos y conductas que se amnistían y de su necesaria vinculación con los actos realizados en un periodo de tiempo acotado por la ley. [...] Todo ello conecta con el principio de adecuación y con la finalidad que pretende la norma, vinculada al mandato de optimización que se deriva del artículo 9 de la Constitución y que se dirige a todos los poderes públicos, pero particularmente al legislador, que es quien configura los tipos penales, quien los deroga y quien aprueba, como es el caso, una ley de amnistía con una finalidad legítima y constitucional. Finalidad, además, que, debido a su naturaleza jurídica o a la diversidad de situaciones procesales vigentes en el momento de la promulgación de esta norma, no podría lograrse con otro tipo de figuras legales como la concesión de indultos o la reforma del Código Penal».
VI
«Esta ley consta de 16 artículos, divididos en tres títulos, y tres disposiciones finales [dos disposiciones adicionales y una disposición final, en la proposición de ley inicial]».
«Sobre el artículo 1.1, conviene precisar que el hecho de que la presente ley extienda la amnistía a las acciones delictivas que pudieran haberse ejecutado en la defensa de la legalidad y del orden constitucional no supone demérito o reproche alguno para los colectivos concernidos. En ningún caso implica la criminalización de los funcionarios que intervinieron en defensa del orden público, pues la presunción de inocencia es un principio básico de nuestro ordenamiento jurídico. Lejos de ello, persigue aliviar la situación procesal de los encausados y con ello las tensiones derivadas de unos hechos que se enmarcaron en un determinado momento y como consecuencia de las tensiones existentes entonces y a lo largo de más de diez años. Asimismo, la presente ley aspira a sentar unas sólidas bases para, de una vez por todas, continuar mitigando las consecuencias de un conflicto que jamás debió producirse y que, a pesar de los pasos de los últimos años, aún sigue latente».

### Artículos
El artículo 1.1. (englobado en el Título I «Ámbito objetivo y exclusiones») establece el ámbito de aplicación de la ley: los «actos determinantes de responsabilidad penal, administrativa o contable, ejecutados en el marco de las consultas celebradas en Cataluña [Catalunya, en la proposición de ley inicial] el 9 de noviembre de 2014 y  el 1 de octubre de 2017, de su preparación o de sus consecuencias, siempre que hubieren sido realizados entre los días 1 de noviembre de 2011 [1 de enero de 2012 en la proposición de ley inicial] y 13 de noviembre de 2023, así como las siguientes acciones ejecutadas ["cometidas" en la proposición de ley inicial] entre estas fechas en el contexto del denominado proceso independentista catalán [frase añadida a la proposición de ley inicial], aunque no se encuentren [directamente, suprimido de la proposición de ley inicial] relacionadas con estas consultas o incluso hayan sido realizadas con posterioridad a su respectiva celebración». A continuación se especifican esos actos que serán amnistiados, distribuidos en seis apartados:

Proposición de ley inicial
a) Los actos cometidos con la intención de reivindicar, promover o procurar la secesión o independencia de Catalunya, así como los que hubieran contribuido a la consecución de tales propósitos. [...]
 b) Los actos cometidos con la intención de convocar, promover o procurar la celebración de las consultas que tuvieron lugar en Catalunya el 9 de noviembre de 2014 y el 1 de octubre de 2017 por quien careciera de competencias para ello o cuya convocatoria o celebración haya sido declarada ilícita, así como aquellos que hubieran contribuido a su consecución. [...]
c) Los actos de desobediencia, cualquiera que sea su naturaleza, desórdenes públicos, atentado contra la autoridad, sus agentes y los funcionarios públicos o resistencia que hubieran sido ejecutados con el propósito de permitir la celebración de las consultas populares a que se refiere la letra b) del presente artículo o sus consecuencias, así como cualesquiera otros actos tipificados como delitos realizados con idéntica intención. [...]
d) Los actos de desobediencia, cualquiera que sea su naturaleza, desórdenes públicos, atentado contra la autoridad, sus agentes y los funcionarios públicos, resistencia u otros actos contra el orden y la paz pública que hubieran sido ejecutados con el propósito de mostrar apoyo a los objetivos y fines descritos en las letras precedentes o a los encausados o condenados por la ejecución de cualesquiera de los delitos comprendidos en el presente artículo.
e) Las acciones realizadas en el curso de actuaciones policiales dirigidas a dificultar o impedir la realización de los actos determinantes de responsabilidad penal o administrativa comprendidos en este artículo.
f) Los actos cometidos con el propósito de favorecer, procurar o facilitar cualesquiera de las acciones determinantes de responsabilidad penal, administrativa o contable contempladas en los apartados anteriores del presente artículo, así como cualesquiera otros que fueran materialmente conexos con tales acciones
Redacción final de la ley
a) Los actos cometidos con la intención de reivindicar, promover o procurar la secesión o independencia de Cataluña, así como los que hubieran contribuido a la consecución de tales propósitos.[...]
 b) Los actos cometidos con la intención de convocar, promover o procurar la celebración de las consultas que tuvieron lugar en Cataluña el 9 de noviembre de 2014 y el 1 de octubre de 2017 por quien careciera de competencias para ello o cuya convocatoria o celebración haya sido declarada ilícita, así como aquellos que hubieran contribuido a su consecución.[...]
 c) Los actos de desobediencia, cualquiera que sea su naturaleza, desórdenes públicos, atentado contra la autoridad, sus agentes y los funcionarios públicos o resistencia que hubieran sido ejecutados con el propósito de permitir la celebración de las consultas populares a que se refiere la letra b) del presente artículo o sus consecuencias, así como cualesquiera otros actos tipificados como delitos realizados con idéntica intención.[...]
d)Los actos de desobediencia, cualquiera que sea su naturaleza, desórdenes públicos, atentado contra la autoridad, sus agentes y los funcionarios públicos, resistencia u otros actos contra el orden y la paz pública que hubieran sido ejecutados con el propósito de mostrar apoyo a los objetivos y fines descritos en las letras precedentes o a los encausados o condenados por la ejecución de cualesquiera de los delitos comprendidos en el presente artículo.
e) Las acciones realizadas en el curso de actuaciones policiales dirigidas a dificultar o impedir la realización de los actos determinantes de responsabilidad penal o 
administrativa comprendidos en este artículo.
f) Los actos cometidos con el propósito de favorecer, procurar o facilitar cualesquiera de las acciones determinantes de responsabilidad penal, administrativa o contable contempladas en los apartados anteriores del presente artículo, así como cualesquiera otros que fueran materialmente conexos con tales acciones.

En el artículo 2 se enumeran los actos que quedan excluidos de la amnistía: 

Proposición de ley inicial
a)Los actos dolosos contra las personas que hubieran producido un resultado de muerte, aborto o lesiones al feto, la pérdida o la inutilidad de un órgano o miembro, la pérdida o inutilidad de un sentido, la impotencia, la esterilidad o una grave deformidad.
b) Los actos tipificados como delitos de torturas o de tratos inhumanos o degradantes con arreglo al artículo 3 del Convenio para la Protección de los Derechos Humanos y de las Libertades Fundamentales, siempre que superen un umbral mínimo de gravedad.

c) Los actos tipificados como delitos de terrorismo castigados en el Capítulo VII del Título XXII del Libro II del Código Penal siempre y cuando haya recaído sentencia firme y hayan consistido en la comisión de alguna de las conductas descritas en el artículo 3 de la Directiva (UE) 2017/541 del Parlamento Europeo y del Consejo de 15 de marzo de 2017.

f) Los delitos en cuya ejecución hubieran sido apreciadas motivaciones racistas, antisemitas, antigitanas u otra clase de discriminación referente a la religión y creencias de la víctima, su etnia o raza, su sexo, edad, orientación o identidad sexual o de género, razones de género, de aporofobia o de exclusión social, la enfermedad que padezca o su discapacidad, con independencia de que tales condiciones o circunstancias concurrieran de forma efectiva en la persona sobre la que recayó la conducta.

e) Los delitos que afectaran a los intereses financieros de la Unión Europea.
 d) Los delitos de traición y contra la paz o la independencia del Estado y relativos a la Defensa Nacional del Título XXIII del Libro II del Código Penal.
Redacción final de la ley
a) Los actos dolosos contra las personas que hubieran producido un resultado de muerte, aborto o lesiones al feto, la pérdida o la inutilidad de un órgano o miembro, la pérdida o inutilidad de un sentido, la impotencia, la esterilidad o una grave deformidad.
b) Los actos tipificados como delitos de torturas o de tratos inhumanos o degradantes con arreglo al artículo 3 del Convenio para la Protección de los Derechos Humanos y de las Libertades Fundamentales, a excepción de aquellos tratos que no superen un umbral mínimo de gravedad por no resultar idóneos para humillar degradar a una persona o mostrar una disminución de su dignidad humana, o para provocar miedo, angustia o inferioridad de una forma capaz de quebrar su resistencia moral y física.
c) Los actos que por su finalidad puedan ser calificados como terrorismo, según la Directiva (UE) 2017/541 del Parlamento Europeo y del Consejo, de 15 de marzo de 2017, relativa a la lucha contra el terrorismo y, a su vez, hayan causado de forma intencionada graves violaciones de derechos humanos, en particular las reguladas en los artículos 2 y 3 del Convenio Europeo para la Protección de los Derechos Humanos y de las Libertades Fundamentales, y en el derecho internacional humanitario.
d) Los actos tipificados como delitos en cuya ejecución hubieran sido apreciadas motivaciones racistas, antisemitas, antigitanas u otra clase de discriminación referente a la religión y creencias de la víctima, su etnia o raza, su sexo, edad, orientación o identidad sexual o de género, razones de género, de aporofobia o de exclusión social, la enfermedad que padezca o su discapacidad, con independencia de que tales condiciones o circunstancias concurrieran de forma efectiva en la persona sobre la que recayó la conducta.

e) Los actos tipificados como delitos que afectaran a los intereses financieros de la Unión Europea.
f) Los actos tipificados como delitos de traición y contra la paz o la independencia del Estado y relativos a la Defensa Nacional del Título XXIII del Libro II del Código Penal, siempre que se haya producido tanto una amenaza efectiva y real como un uso efectivo de la fuerza en contra de la integridad territorial o la independencia política de España en los términos establecidos en la Carta de las Naciones Unidas o en la Resolución 2625 (XXV) de la Asamblea General de Naciones Unidas de 24 de octubre de 1970, que contiene la declaración relativa a los principios de derecho internacional referentes a las relaciones de amistad y a la cooperación entre los Estados de conformidad con la Carta de las Naciones Unidas.
g) Los actos tipificados como delitos contra la Comunidad Internacional comprendidos en el Título XXIV del Libro II del Código Penal.

Los seis artículos comprendidos en el Título II «Efectos» están dedicados a los efectos de la ley: 
«la inmediata puesta en libertad de las personas beneficiadas por la amnistía que se hallaran en prisión» (artículo 4, apartado a); «dejar sin efecto las órdenes de busca y captura e ingreso en prisión de las personas a las que resulte de aplicación esta amnistía, así como las órdenes nacionales, europeas e internacionales de detención» (artículo 4, apartado b); «el inmediato alzamiento de las medidas cautelares que hubieran sido acordadas con anterioridad a la entrada en vigor de la presente ley y que implicasen la privación del 
ejercicio de derechos fundamentales y libertades públicas» (artículo 4, apartado c); «dar por finalizada la ejecución de todas las penas privativas de libertad, privativas de derechos y multa, que hubieran sido impuestas con el carácter de pena principal o de pena accesoria, y que tuviesen su origen en acciones u omisiones que hubieran sido amnistiadas» (artículo 4, apartado d); «las penas privativas de libertad total o parcialmente cumplidas no podrán ser abonadas en otros procedimientos penales para el caso de que los actos que motivaron 
la condena ejecutada resulten amnistiados en aplicación de esta ley. Idéntica regla se aplicará en relación con los periodos de prisión preventiva no seguidos de condena a causa de la entrada en vigor de la presente ley» (artículo 4, apartado e); «la eliminación de antecedentes penales derivados de la condena por el acto delictivo amnistiado» (artículo 4, apartado f). 
Asimismo, «el archivo definitivo de todo procedimiento administrativo incoado al objeto de hacer efectivas las responsabilidades administrativas en que se hubiera incurrido» (artículo 5); «la reintegración en la plenitud de sus derechos activos y pasivos de los empleados públicos sancionados o condenados, así como a la reincorporación de los mismos a sus respectivos cuerpos, si hubieran sido separados», «será reconocida su antigüedad» y «Se procederá a la eliminación de las notas desfavorables en las hojas de servicio» (artículo 6); «no dará derecho a percibir indemnización de ninguna clase» «ni tampoco dará derecho a la restitución de las cantidades abonadas en concepto de multa» (artículo 7); «quedarán extinguidas las responsabilidades civiles y contables derivadas de los actos descritos en el artículo 1.1» aunque «la amnistía otorgada dejará siempre a salvo la responsabilidad civil que pudiera corresponder por los daños sufridos por los particulares» (artículo 8).
El Título III «Competencia y procedimiento» engloba los ocho últimos artículos (del 9 al 16). El artículo 9 («Competencia para la aplicación de la amnistía») establece en su apartado 3 que «solo podrá entenderse amnistiado un acto determinante de responsabilidad penal, administrativa o contable concreto cuando así haya sido declarado por resolución firme dictada por el órgano competente para ello con arreglo a los preceptos de esta ley». El artículo 10 («Tramitación preferente y urgente») determina que las decisiones de los órganos judiciales, administrativos o contables a los que corresponde la aplicación de la amnistía «se adoptarán en el plazo máximo de dos meses, sin perjuicio de los ulteriores recursos, que no tendrán efectos suspensivos». El artículo 11 establece el procedimiento en el ámbito penal (si se encuentra en «la fase de instrucción o la fase intermedia se decretará el sobreseimiento libre»; si se encontrara «en la fase de juicio oral el órgano judicial que estuviera conociendo del enjuiciamiento dictará auto de sobreseimiento libre o, en su caso, sentencia absolutoria»; «durante la fase de ejecución de las penas, los órganos judiciales a los que correspondió el enjuiciamiento en primera instancia revisarán las sentencias firmes en aplicación de la presente ley»), el 12 en el ámbito contencioso-administrativo, el 13 en el ámbito contable y el 14 en el ámbito administrativo.
El artículo 15 se refiere al «plazo para el reconocimiento de los derechos comprendidos en esta ley», que se establece en cinco años, y el 16 a los recursos («Contra las resoluciones que resuelvan sobre la extinción de la responsabilidad criminal o de las infracciones administrativas y contables en aplicación de la presente ley cabrá interponer los recursos previstos en el ordenamiento jurídico»).

### Disposiciones finales
La disposición final primera modifica el artículo 39 de la Ley Orgánica 2/1982, de 12 de mayo, del Tribunal de Cuentas, al establecer en su apartado 3 que «quedarán exentos de responsabilidad quienes hubiesen cometido actos que hayan sido amnistiados en los términos en los que se establezca en la ley». La disposición final segunda modifica el apartado 1 del artículo 130 del Código Penal añadiendo la amnistía como motivo de extinción de la responsabilidad criminal. La disposición final tercera determina que «la presente ley entrará en vigor el mismo día de publicación en el Boletín Oficial del Estado».

## Tramitación
La tramitación de la ley de amnistía se llevó a cabo bajo un procedimiento de urgencia, lo que redujo a la mitad los plazos habituales para la presentación de enmiendas, el pronunciamiento del Gobierno sobre la proposición y la elaboración del informe previo al dictamen por parte de los diputados de la ponencia. La tramitación de la ley de amnistía siguió las siguientes etapas:
1. Registro de la proposición de ley: La proposición de ley de amnistía fue registrada en el Congreso de los Diputados el lunes 13 de noviembre por el PSOE y sus socios parlamentarios, aunque solo con la firma de los socialistas.[6]
2. Calificación por la mesa del Congreso: La mesa admitió a trámite la proposición de ley el martes 21 de noviembre.[54]
3. Debate en el pleno del Congreso: El martes 12 de diciembre tuvo lugar el debate sobre la admisión a trámite de la proposición de la proposición de ley de amnistía que quedó aprobada por 178 votos a favor (PSOE, Sumar, Junts, ERC, PNV, BNG y Podemos) y 172 en contra (PP, Vox, UPN y Coalición Canaria).[55]
4. Inclusión de enmiendas y aprobación por el Congreso de los Diputados: Durante su tramitación se aprobó una enmienda propuesta por Junts y ERC y apoyada por el PSOE por la que se amnistiaban los delitos de terrorismo que no tuvieran la «intención directa» de vulnerar los derechos humanos.[56] Sin embargo, a última hora Junts consideró esa enmienda insuficiente y cuando el martes 30 de enero de 2024 se procedió en el pleno a la votación final votó en contra (171 síes y 179 noes), por lo que fue devuelta a la Comisión de Justica al no conseguir la mayoría absoluta requerida. Allí, el día 7 de marzo, tras varias prórrogas, PSOE y Junts llegaron a un acuerdo y se aprobó una última enmienda transaccional conjunta también con ERC y retirando las enmiendas que quedaban vivas. De esta forma en el texto aprobado quedaron eliminadas las alusiones al Código Penal. Así, el jueves 14 se celebró un pleno extraordinario dónde el Congreso votó por segunda vez la aprobación del proyecto de ley, resultando esta vez aprobado al alcanzar la mayoría absoluta requerida (el resultado de la votación fueron 178 síes y 172 noes).[57][58]
5. Trámite en el Senado: El 14 de mayo de 2024, tras apurar el plazo de dos meses, el Senado impuso el veto a la ley de amnistía propuesto por la mayoría absoluta del PP al que se sumaron otros grupos como Vox, UPN y AHI, resultando la votación 149 votos a favor y 113 en contra, siendo devuelta al Congreso.[59][60] El senador del PSOE y secretario general del PSOE-A, Javier Lambán no acudió a la misma por estar en contra de la amnistía y evitar incurrir en “una insoportable deslealtad” consigo mismo.[61]
6. Regreso al Congreso para aprobación final: La ley fue finalmente aprobada el 30 de mayo tras ratificarse la misma y levantarse el veto del Senado en el pleno por parte de la mayoría de diputados, conformada por el grupo parlamentario del PSOE y el resto de grupos parlamentarios que la aprobaron inicialmente el 14 de marzo, por 177 votos a favor (faltó una diputada de Podemos) y 172 en contra.[62][2]
7. Aplicación de la ley: Una vez sancionada, la ley de amnistía otorga a los tribunales un plazo de dos meses, tras su entrada en vigor, para aplicarla.

## Reacciones

### Antes de conocerse el contenido de la proposición de ley
4 de septiembre
El PP y Vox criticaron la reunión mantuvieron ese día en Bruselas Yolanda Díaz, líder de Sumar y vicepresidenta del Gobierno y el «prófugo de la justicia» Carles Puigdemont, expresidente de la Generalidad de Cataluña. «Dejen de tomar el pelo a los españoles: ¿a qué están dispuestos para seguir en el poder?», escribió Cuca Gamarra en la red X, e Isabel Díaz Ayuso calificó el encuentro de «indigno». El líder de Vox, Santiago Abascal, por su parte, tachó el encuentro de «extremadamente grave». «Hoy el Gobierno de España está sentado con un prófugo de la justicia», algo que «no ocurre en ninguna parte del mundo donde se respete la legalidad y la dignidad de los ciudadanos».
5 de septiembre
El expresidente socialista del gobierno Felipe González se opone a la amnistía porque supondría «condenar al régimen democrático como culpable de lo que pasó» en 2017. También condena la reunión que había mantenido el día anterior Yolanda Díaz con Carles Puigdemont en Bruselas. En el mismo sentido se manifiesta dos días después Alfonso Guerra, vicepresidente del gobierno con Felipe González (1982-1991).
10 de septiembre
Varios centenares de personas, convocadas a través de las redes sociales, se concentran en Madrid, en Barcelona y en otras ciudades este domingo para protestar contra la ley de amnistía.
11 de septiembre
Más de cien mil personas, según la Guardia Urbana, se manifiestan en Barcelona a favor de la independencia de Cataluña (y de la amnistía) con motivo de la Diada.
12 de septiembre
El expresidente del Gobierno José María Aznar hace un llamamiento a la movilización en contra de la amnistía. Considera que está en marcha «una operación de desmantelamiento de la Constitución, de destrucción de su legitimidad y de reversión de una gran historia de éxito». La portavoz del gobierno tacha de «golpista» a Aznar.
19 de septiembre
Protestas del PP y de Vox por la aprobación por el Congreso de los Diputados de la tramitación de la reforma del reglamento de la Cámara que permitirá usar a los diputados las lenguas cooficiales reconocidas en los respectivos Estatutos de Autonomía. La presidenta del Congreso de los Diputados, la socialista Francina Armengol, ha permitido que durante el debate ya se pudieran utilizar y así lo han hecho varios intervinientes que han hablado en catalán, en euskera y en gallego. En cuanto el primer diputado ha usado una lengua cooficial (un socialista que ha empezado su intervención en gallego) todos los diputados de Vox han abandonado el hemiciclo y depositado los auriculares de traducción en el escaño vacío del presidente del gobierno Pedro Sánchez, ausente porque se encontraba en Bruselas.
24 de septiembre
Concentración en Madrid convocada por el PP en contra de la ley de amnistía.
26 de septiembre
En el primer día del debate de investidura del candidato Alberto Núñez Feijóo, presidente del PP, este dedica buena parte de su discurso a rechazar la ley de amnistía. La réplica no se la da Pedro Sánchez sino el diputado socialista Oscar Puente, lo que causa indignación entre los diputados del PP. Feijóo no conseguirá ser investido presidente del gobierno —obtuvo 172 votos a favor y 177 en contra—.
8 de octubre
Manifestación en Barcelona convocada por Societat Civil Catalana en contra de la ley de amnistía a la que asisten los líderes del PP y de VOX.
12 de octubre
Pitidos y abucheos al presidente Sánchez durante el desfile militar con motivo de la Fiesta Nacional de España.
29 de octubre
Hubo una Concentración en la plaza de Colón de Madrid convocada por Vox y organizaciones afines (como DENAES). Santiago Abascal la justifió como un acto «contra el golpe de Sánchez», asegurando que «el golpe de Estado perpetrado en 2017 desde la Generalitat traidora se pretende perpetrar ahora desde el palacio de La Moncloa».
2 de noviembre
En un acto conjunto con Núñez Feijóo el expresidente del gobierno José María Aznar insta a «actuar» para intentar salvar a la Constitución española de su «liquidación». «El candidato [Pedro] Sánchez es un peligro para la democracia constitucional española», manifestó. «El que pueda hablar, que hable. El que pueda actuar, que actúe. Cada uno en su responsabilidad», añadió. Por su parte Núñez Feijóo dijo que la amnistía es «la humillación más grande en España en buena parte de sus siglos de historia».
3 de noviembre
Varios centenares de manifestantes, convocados a través de las redes sociales el día anterior, se concentran durante la tarde y la noche ante la sede federal del PSOE en la calle Ferraz de Madrid para protestar por la amnistía. La concentración es apoyada por Vox con el mensaje: «Esto no es más que el principio. Movilización permanente contra la mayor traición». También por la organización ultracatólica Hazte oír. La policía ha bloqueado la entrada a la calle durante varias horas. Se han coreado eslóganes como «Sánchez a prisión, ni amnistía ni perdón». Y también se lanzaron gritos contra el rey Felipe VI.
4 de noviembre

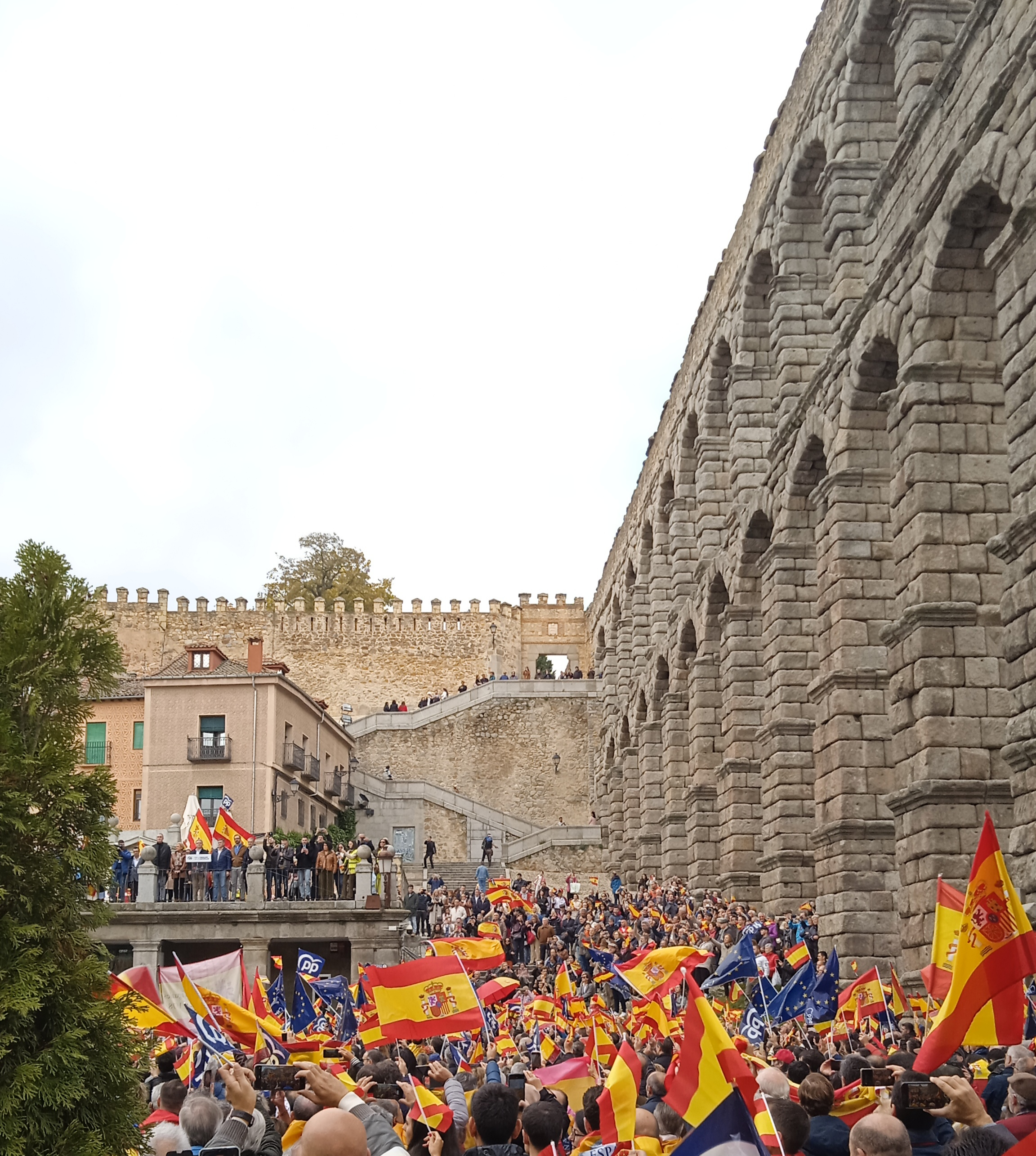
Protestas contra la amnistía junto al Acueducto de Segovia el 12 de noviembre

En un acto del PP del País Vasco celebrado en Vitoria Núñez Feijóo acusa a Pedro Sánchez de «comprar el gobierno» con dinero público. «Cambiar votos por impunidad es corrupción», añade.
Por segundo día varios centeneras de manifestantes se concentran por la tarde-noche ante la sede federal del PSOE en la calle Ferraz de Madrid. Según el diario El País detrás de la protesta, además de Vox y de Hazte Oír, se encuentra la organización Revuelta, surgida hace un mes, que se presenta como «un movimiento juvenil [...] que busca alimentar el espíritu revolucionario» de la «juventud patriótica» y que el diario vincula a Vox (los más activos en las redes sociales son miembros del partido, afirma).
5 de noviembre
Hubo una concentración en Valencia en contra de la amnistía convocada por el PP en la que su presidente Núñez Feijóo dijo: «No nos vamos a quedar quietos, no nos van a callar».
6 de noviembre
El líder del PP Núñez Feijóo declaró que la amnistía es «el mayor retroceso democrático de nuestra historia» y anunció la convocatoria de manifestaciones de protesta en cada una de las 52 capitales de provincia el domingo 12 a las 12. «No nos van a silenciar, no nos van a callar y no nos van a parar», reitera.
Con los votos de los vocales conservadores el Consejo General del Poder Judicial acuerdó una declaración en contra de la amnistía.
9 de noviembre
Las cuatro asociaciones judiciales acuerdan un documento en el que critican la creación de una comisión parlamentaria para investigar la supuesta guerra judicial (lawfare) contra los independentistas catalanes incluido en el acuerdo entre el PSOE y Junts firmado ese mismo día porque eso supone cuestionar la independencia judicial y el Estado de derecho. En el documento se dice que lo acordado sobre el lawfare «podría suponer, en la práctica, someter a revisión parlamentaria los procedimientos y decisiones judiciales con evidente intromisión en la independencia judicial y quiebra de la separación de poderes».
El presidente del PP Núñez Feijóo critica duramente el acuerdo del PSOE y Junts (afirma que supone «un hito más en la erosión de la democracia en España» y lo compara con «otros ataques» al sistema como el 23-F, el terrorismo de ETA o la declaración unilateral de independencia de Cataluña de 2017) y hace un llamamiento a la movilización, recordando que el PP ha convocado manifestaciones en todas las capitales de provincia el domingo 12 a las 12. Previamente la presidenta de la Comunidad de Madrid Isabel Díaz Ayuso había manifestado que el pacto de Sánchez con los independentistas catalanes convierte a España «en una dictadura».
El líder de Vox Santiago Abascal declara tras conocer el pacto entre el PSOE y Junts: «Se ha puesto en marcha el golpe definitivo contra la democracia. Los golpistas del PSOE y de Junts han sellado su amenaza a la unidad nacional... El autócrata de la anterior legislatura no se conforma, en esta legislatura quiere ser, directamente, un dictador.... El dictador en el banquillo o los que nos oponemos a este golpe en la cárcel».
Tercer día de incidentes violentos ante la sede central del PSOE en la calle Ferraz de Madrid protagonizados por grupos ultras.
10 de noviembre
Tras conocer que Pedro Sánchez tenía asegurada la investidura con 179 diputados tras la firma del acuerdo del PSOE con el PNV y con Coalición Canaria la secretaria general del PP Cuca Gamarra declaró que la investidura de Sánchez era «un fraude electoral» y que el Estado de Derecho había sido «erosionado» e hizo un llamamiento a «todos los ciudadanos indignados» a participar en las protestas contra la amnistía del domingo 12 a las 12.
El expresidente socialista del gobierno José Luis Rodríguez Zapatero en una entrevista en La Vanguardia defiendió el acuerdo entre el PSOE y Junts («un gran pacto de Estado en el que debería estar el PP») y la amnistía.
12 de noviembre

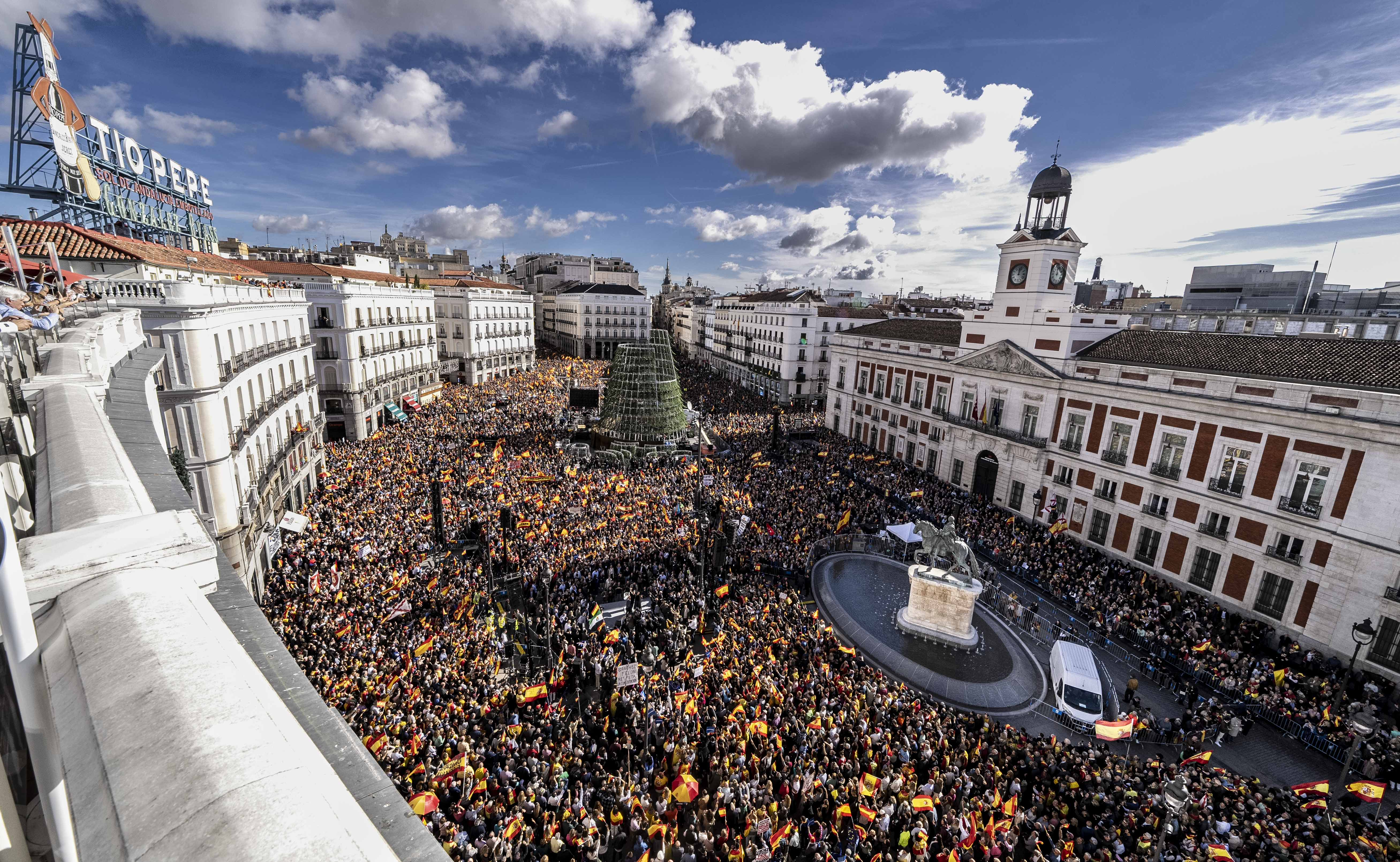
Manifestación convocada por el Partido Popular en Madrid en contra de la Ley de amnistía el 12 de noviembre, 4 días antes de la fructífera investidura de Pedro Sánchez

Centenares de miles de personas se concentraron en todas las capitales de provincia convocadas por el PP «En defensa de la igualdad de todos los españoles», como reza el título del manifiesto que fue leído en todas ellas. Su primer párrafo dice: «Hoy se escucha a los españoles con una sola voz desde las plazas de todo el país. Hoy España es un clamor por la igualdad, la dignidad, la justicia, la convivencia y la diversidad. En cada rincón de nuestro territorio decimos: No al privilegio. No a la impunidad. No a la amnistía».
Alberto Núñez Feijóo, que encabezó la concentración de Madrid en la Puerta del Sol, exigió la convocatoria de nuevas elecciones. «No nos callaremos hasta hablar en unas elecciones», dijo.
Por décimo día consecutivo algo más de mil personas se concentran ante la sede del PSOE en la calle Ferraz de Madrid. Entre otras consignas han coreado «Prensa española, manipuladora», «Pedro Sánchez, queremos tu pescuezo», «La misma mierda son Marlaska y Puigdemont», «Que te vote Txapote» y «Si tienes cojones, convoca elecciones».
13 de noviembre

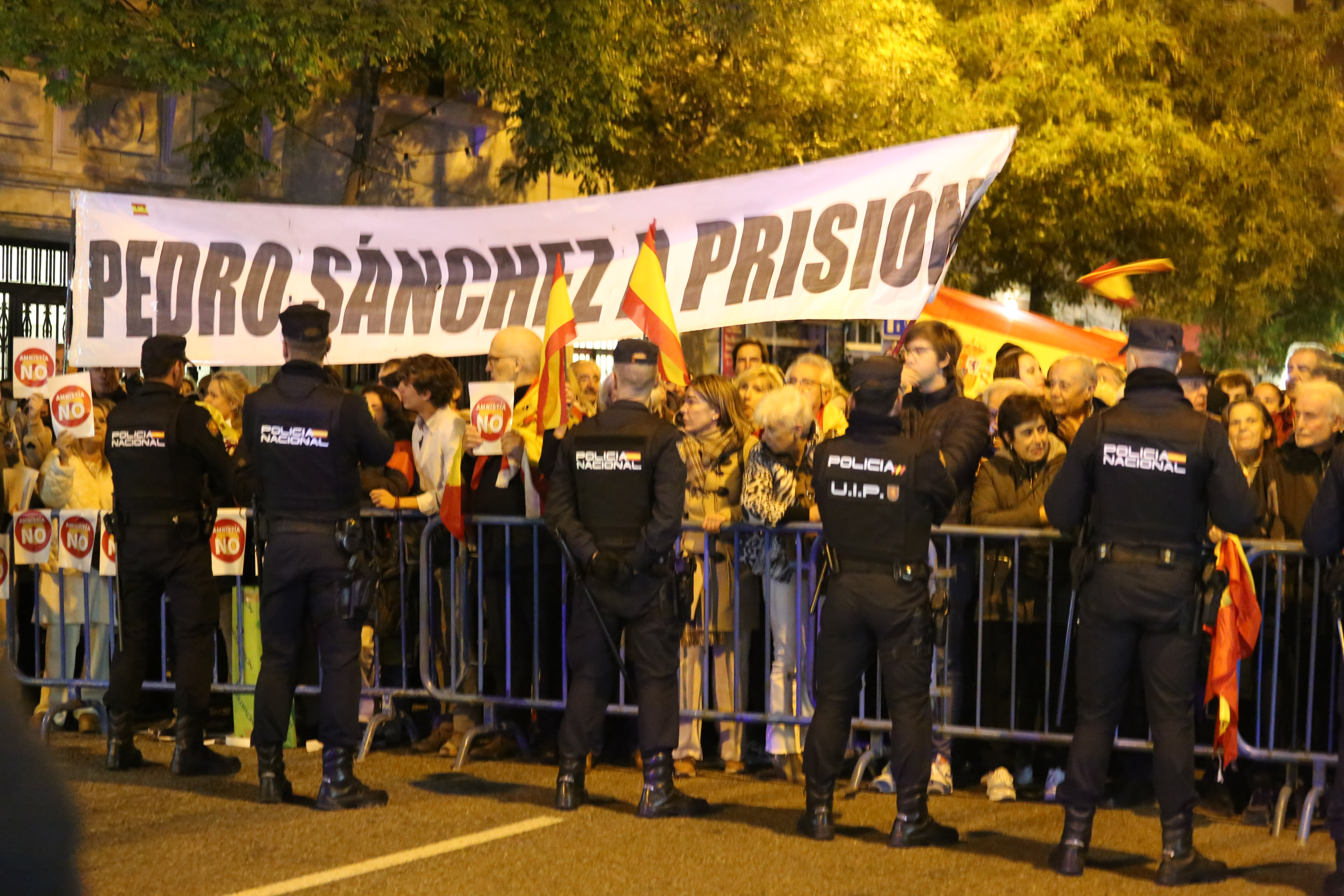
Concentración en las cercanías de la sede del PSOE de Madrid organizada por el lobby de extrema derecha HazteOir

El vicesecretario de organización del PP declaró que «por la humillación a la que está sometiendo a nuestro país, por permitir la humillación al estado de derecho, por permitir la humillación a la separación de poderes, esencial en cualquier democracia, creo que quien debería irse de nuestro país en un maletero es el propio Pedro Sánchez».
La Sala de Gobierno del Tribunal Supremo haizo público un comunicado en defensa de la independencia judicial y de la separación de poderes, en referencia, sin mencionarlo, al lawfare que recogía el acuerdo entre el PSOE y Junts.
La CEOE, sin mencionar la palabra amnistía, advirtió del «grave menoscabo» que los acuerdos suscritos por el PSOE para conseguir los apoyos para la investidura de Pedro Sánchez podíasn suponer para la separación de poderes y la seguridad jurídica, e insistió en que «afectan de forma directa al principio de igualdad entre todos los españoles».

### Después del registro en el Congreso de los Diputados de la proposición de ley
14 de noviembre
El Partido Popular (PP) aprobó en el Senado, donde cuenta con mayoría absoluta, una reforma de su Reglamento que permitirá retrasar la tramitación de la ley de amnistía. Con 147 votos a favor y 116 en contra, la reforma da poder a la Mesa del Senado para decidir si las iniciativas se tramitan de forma urgente o por procedimiento ordinario. El PP, liderado por Alberto Núñez Feijóo, ha argumentado que la reforma era necesaria para permitir una deliberación más detallada y evitar problemas jurídicos, como los ocurridos con la ley del solo sí es sí. El PSOE y sus socios, que pretendían tramitar la ley de amnistía por el procedimiento urgencia (como así lo habían propuesto ante el Congreso de los Diputados), acusaron al PP de obstaculización ilegal y de autoritarismo. Tanto Vox como UPN respaldaron esta modificación reglamentaria.
El diario británico The Guardian publicó un editorial en el que apoyaba la amnistía y destacaba la valentía del presidente del Gobierno que ya demostró con los indultos que «sin duda, ayudaron a desactivar confrontaciones venenosas que llevaron a la peor crisis constitucional de España desde el regreso de la democracia [...] Pedro Sánchez tiene razón en volver a apostar».
El socialista Josep Borrell, alto representante de la Unión Europea y exministro con Pedro Sánchez, declaró en Bruselas que la proposición de ley de amnistía era una iniciativa que busca «hacer borrón y cuenta nueva». «Las amnistías se hacen con este objetivo: históricamente son el punto final de una fase de conflicto que trata de hacer borrón y cuenta nueva. Todas las amnistías tienen este objetivo. Naturalmente, esta también lo tiene», afirmó (sin embargo, el día anterior había mostrado su malestar con el el acuerdo entre el PSOE y Junts).
Vox presentó en el Tribunal Supremo una querella contra el entonces presidente del Gobierno en funciones, Pedro Sánchez, y el expresidente de la Generalidad de Cataluña Carles Puigdemont por los supuestos delitos de cohecho, encubrimiento o colaboración con el terrorismo, usurpación de funciones del Poder Judicial y negociaciones prohibidas a funcionarios públicos. La querella también se extiendió a sus respectivos partidos, PSOE y Junts, a los que califica de «organizaciones golpistas». La querella recomendó que como medida cautelar el Supremo suspendiese la sesión de investidura de Sánchez que estaba prevista para el día siguiente. La querella no incluyó la acusación de traición al entonces presidente en funciones porque según la Constitución debería ser aprobada por la mayoría absoluta del Congreso de los Diputados.
Varios centenares de jueces y fiscales se concentraron ante las audiencias provinciales de Sevilla, Jaén, Huelva, Cádiz y Salamanca para mostrar su «preocupación» por la ley de amnistía. La asociación Juezas y jueces para la Democracia no participó porque «la defensa de la separación de poderes exige mantener una imagen de imparcialidad y neutralidad que estos actos no garantizan».
15 de noviembre
La ley de amnistía se convirtió en el tema principal del primer día de debate de la investidura de Pedro Sánchez, quien defiendió la medida como una apuesta «por un futuro de reconciliación y de concordia», por «la vía del diálogo, el perdón y el entendimiento» (frases que serían muy criticadas por la portavoz de Junts), aunque reconoce que «las circunstancias son las que son y toca hacer de la necesidad, virtud». Alberto Núñez Feijóo, líder del PP, le respondió que «la amnistía no mejora la convivencia, la destruye porque aplasta a los catalanes constitucionalistas y divide al país en dos». Feijóo finalizó diciendo que «esta es una mayoría de investidura legítima. Lo diré cuantas veces sea necesario. Aunque también es cierto que sus pactos nacen de un fraude masivo a los ciudadanos. Usted será presidente haciendo lo contrario de lo que prometió en campaña».
El líder de Vox, Santiago Abascal, afirmó que el gobierno de Sánchez no solo era «ilegítimo» sino también «ilegal», habló hablado de «golpe de estado», de «dictadura» y compararó a Sánchez con Nerón y con el «socialista» Hitler, afirmaciones que se negó a retirar tras ser invitado a hacerlo por la presidenta del Congreso.A continuación todos los diputados de Vox abandonaron el hemiciclo sin esperar a la réplica del candidato porque «no estaban dispuestos a escuchar sus mentiras» (el portavoz del grupo parlamentario socialista pidió que fueran retiradas del Diario de Sesiones todas las expresiones injuriosas vertidas contra el PSOE y su secretario general, a lo que la presidenta del Congreso de los Diputados accedió). Tras abandonar el Congreso Abascal, acompañado de los diputados de Vox, se unió a los grupos ultras que intentaban bloquear el Congreso (siendo aclamado con el grito de «¡Presidente, presidente!») y después a los que por decimotercera noche consecutiva tenían cercada la sede central del PSOE en la calle Ferraz de Madrid.
La petición de que suspendiese la sesión de investidura de Sánchez fue rechazada por el Tribunal. En la querella Santiago Abascal olvidó poner qué delito había cometidó Pedro Sánchez, si es que es contra quien se iban a querellar, y por qué motivo se querellaba por lo que no salió adelante.
16 de noviembre
En el segundo día de debate de la investidura de Pedro Sánchez los portavoces de cuatro grupos parlamentarios (EH Bildu, PNV, BNG y PSOE) dieron su apoyo a la ley de amnistía (como ya lo había hecho el día anterior Sumar, Esquerra Republicana de Cataluña y Junts), mientras que los de Unión del Pueblo Navarro y Coalición Canaria se opuesieron. Finalmente Pedro Sánchez fue investido presidente del gobierno con 179 votos a favor y 171 en contra. Cuando Alberto Núñez Feijóo felicitó a Pedro Sánchez con un apretón de manos le dijo: «Esto es una equivocación y tú serás el responsable».
Durante la noche y la madrugada del día siguiente tuvieron lugar los incidentes más violentos desde que se iniciaron las protestas delante de la sede central del PSOE en la calle Ferraz de Madrid. Los grupos ultras volcaron y quemaron contenedores y arrojaron todo tipo de objetos contra los policías antidisturbios y contra los periodistas (increpados estos últimos al grito de «prensa española, manipuladora»). En este decimocuarto dí de protesta delante de la sede central del PSOE estuvo presente el diputado de Vox Javier Ortega Smith. Por la mañana del día siguiente los grupos ultras intentaron bloquear los accesos al Palacio de las Cortes y acosaron e intentaron agredir a varios diputados socialistas que tuvieron que ser protegidos por la policía.
17 de noviembre
El diario digital Infolibre desveló la existencia de un manifiesto firmado por una cincuentena de mandos militares en situación de retiro (sin que aparezcan sus nombres) en el que se afirma que la ley de amnistía no tiene cabida en la Constitución porque «eliminaría la igualdad ante la Ley de todos los españoles y borraría los delitos cometidos por quienes dieron el golpe de Estado en Cataluña» y en el que se pide a «los responsables de la defensa del ordenamiento constitucional» (se sobreentiende que son las Fuerzas Armadas) «la destitución del presidente del Gobierno y la convocatoria de elecciones generales».
Durante un debate en el Parlamento Vasco el lehendakari Iñigo Urkullu ha afirmado que la proposición de ley de amnistía «otorga a la política una oportunidad para reiniciar un proyecto de convivencia por medios democráticos» y ha acusado a Vox de «alentar una sublevación callejera que se salta todas las reglas democráticas» y de representar la mayor amenaza para la democracia en España.
El expresidente del gobierno Mariano Rajoy asegura en un acto celebrado en Madrid, en el que también estaba presente Núñez Feijóo, que la proposición de ley de amnistía es inconstitucional y que el pacto de Sánchez con los independentistas busca «justificar un plan deliberado para socavar la independencia de la justicia en España». Además culpó a Sánchez de haber provocado «la mayor etapa de polarización» que se recuerda en España.
El Centre d'Estudis d'Opinió (CEO) de la Generalidad de Cataluña hace pública una encuesta según la cual el 60 % de los catalanes apoya la amnistía frente al 31 % que se manifiesta en contra. La encuesta también refleja la caída del respaldo electoral a los partidos independentistas que en unas próximas elecciones no conseguirían la mayoría absoluta en el Parlamento de Cataluña, así como la del apoyo a la independencia de Cataluña (solo el 41 % de los catalanes estaría a favor frente al 52 % en contra). Por otro lado, el Partido de los Socialistas de Cataluña ampliaría su ventaja como el partido más votado en Cataluña.
18 de noviembre
Alrededor de un millón de personas según las entidades y asociaciones convocantes, 170 000 según la delegación del Gobierno, se concentran en la plaza de la Cibeles de Madrid para oponerse a la amnistía y al gobierno de Pedro Sánchez (que había jurado su cargo como presidente del Gobierno el día anterior) al grito de «¡Sánchez, a prisión!» y «¡Gobierno, traidor!». El lema de la convocatoria era: «No en mi nombre: ni amnistía, ni autodeterminación, ¡por la libertad, la unidad y la igualdad!». Asistieron, por separado, los líderes del PP y de Vox. Unos centenares de los manifestantes cortaron la autovía A-6 durante dos horas e intentaron llegar al Palacio de la Moncloa —«Sánchez cabrón, asómate al balcón», gritaron—.
20 de noviembre
Los letrados del Congreso de los Diputados avalan la constitucionalidad de la proposición de ley de amnistía y no ponen ningún impedimento para que se tramite. Vox los ha acusado de prevaricación por legitimar un «golpe al Estado de Derecho». Por su parte el PP ha pedido la recusación del secretario general y letrado mayor de las Cortes, Fernando Galindo.
22 de noviembre
Pleno del Parlamento europeo convocado a petición del PP y de Vox en el que se debate la proposición de ley de amnistía. El comisario europeo de Justicia, Didier Reynders, ha asegurado que «la Comisión seguirá ocupándose de esta cuestión y estará atenta a su desarrollo», aunque ha puntualizado que el conflicto catalán en sí mismo «es un asunto interno de España» y que solo se pronunciará sobre la ley cuando sea definitivamente aprobada.
3 de diciembre
Nueva manifestación en contra de la ley de amnistía convocada por el PP en Madrid bajo el lema En defensa de la Constitución. La concentración, que ha reunido a unas 15 000 personas según los convocantes, ha tenido lugar en el céntrico templo de Debod, a pocos metros de la sede central del PSOE de la madrileña calle de Ferraz. Núñez Feijóo ha dedicado una parte de su discurso a criticar duramtne la reunión que habían mantenido el día anterior en Ginebra los representantes del PSOE y de Junts con la presencia de un "mediador" internacional (un diplomático de El Salvador). «Este Gobierno no está con la Constitución. No vamos a aceptar la opacidad con la que Sánchez se reúne y negocia. No se negocia en la clandestinidad la dignidad y la democracia de España. Que Sánchez ponga a un ciudadano de El Salvador a decidir el futuro de España es una humillación. Exijo en nombre de España que cese este despropósito», ha afirmado el presidente del Partido Popular, que anuncia más movilizaciones.

### Durante la tramitación parlamentaria de la proposición de ley
13 de diciembre de 2023
Durante el debate en el Parlamento Europeo sobre el balance de la presidencia española de la Unión Europea que finaliza el 31 de diciembre, el líder del Partido Popular Europeo, el alemán de la CSU Manfred Weber, lanzó un duro ataque contra la proposición de ley de amnistía que fue respondido por el presidente del gobierno Pedro Sánchez. También intervino el europarlamentario Carles Puigdemont, uno de los posibles beneficiarios de la amnistía, para exigirle a Sánchez que «cumpliera sus promesas».
17 de enero de 2024
Los letrados de la Comisión de Justicia del Congreso de los Diputados consideran que una parte del proyecto de ley de amnistía es inconstitucional, contradiciendo así el informe favorable presentado el 20 de noviembre por el letrado mayor de las Cortes.
28 de enero de 2024
Concentración en contra de la ley de amnistía en la plaza de España de Madrid convocada por el Partido Popular, dos días antes de que el Congreso de los Diputados someta a votación la proposición de ley tras haber finalizado el proceso de discusión y aprobación de enmiendas.
26 de febrero de 2024

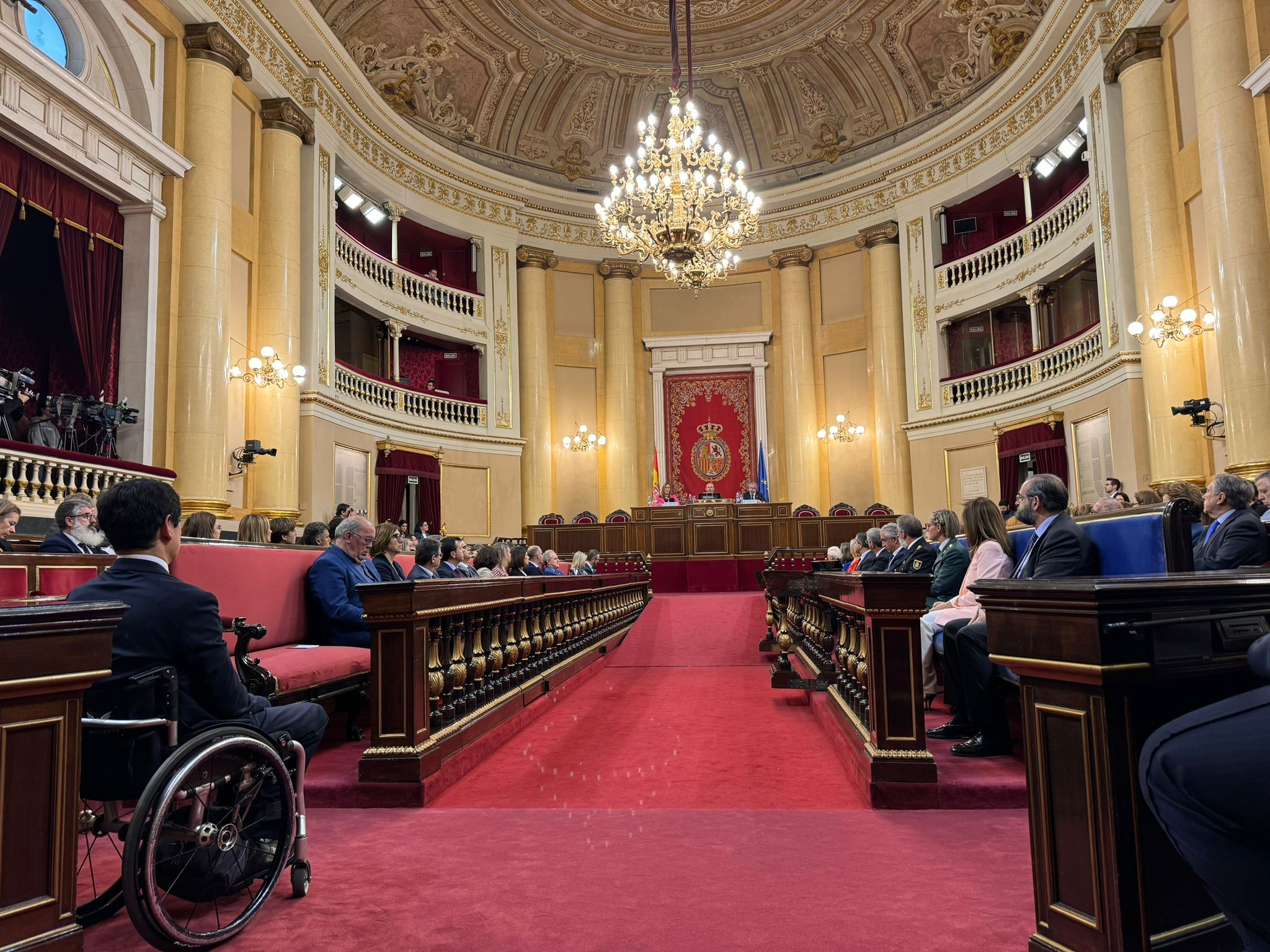
Los líderes territoriales del PSOE comparecen en el Senado

El presidente del Tribunal Superior de Justicia de Cataluña, Jesús María Barrientos, lanza una dura crítica contra el proyecto de ley de amnistía en un discurso institucional pronunciando durante el acto de jura o promesa de los cuarenta y cuatro nuevos jueces destinados a juzgados de Cataluña. Barrientos ha afirmado que «privilegia a unos pocos frente al conjunto de la ciudadanía» y que nunca podrá ser esgrimida como «elemento de pacificación, sino de discordia». También ha asegurado que en una sociedad democrática solo se puede aspirar a una «convivencia ordenada» desde el respeto al ordenamiento constitucional y al sometimiento de todos, de ciudadanos e instituciones, públicas y privadas, al imperio de la ley. «Nadie, ninguna persona, entidad u organización, por poderosa que se pretenda y aunque se escude en los votos, está por encima de la Ley», ha enfatizado Barrientos, que ha señalado además que ésta se debe aplicar «sin espacios de impunidad», que comprometerían su carácter general si se emplean «en beneficio exclusivo de algunos».
1 de marzo de 2024

Se filtra a la prensa el borrador (el texto definitivo se aprobará los próximos días 15 y 16 de marzo) del dictamen de la Comisión de Venecia del Consejo de Europa sobre el proyecto de ley de amnistía (que ha sido modificado posteriormente en varias ocasiones). En él destaca que se avala «la posibilidad de una ley de amnistía» y que «la unidad nacional y la reconciliación social y política son objetivos legítimos», aunque critica varios aspectos como que se haya tramitado por la vía de urgencia y advierte de que la norma «ha provocado una profunda y virulenta división en la clase política, en las instituciones, en el poder judicial, en el mundo académico y en la sociedad de España», lo que pone en cuestión el pretendido objetivo de la reconciliación, o que debería reconsiderarse regular la medida de gracia mediante una reforma constitucional.
9 de marzo de 2024

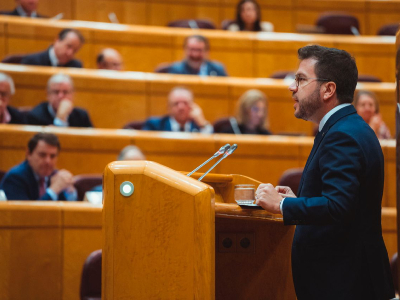
Pere Aragonès defiende en el Senado la ley de amnistía.

Nueva manifestación en contra de la amnistía en la plaza de la Cibeles de Madrid bajo el lema "Sobran los motivos ¡Sánchez dimisión!". En el manifiesto acordado por el centenar de entidades cívicas convocantes, que contaron con el apoyo del PP y de Vox (no asistió Núñez Feijóo pero sí lo hizo Santiago Abascal), se decía: «La sucesión vertiginosa de inadmisibles decisiones, abyectos acuerdos y bochornosas justificaciones pretende anestesiar a la sociedad, reducir la capacidad de reacción, agotar a la población y, en definitiva, que asumamos como inevitable un proceso cuyo fin último es perpetuarse en el poder y excluir de la posibilidad de acceso al gobierno de España, cuando menos, a la mitad de sus ciudadanos».
15 de marzo
La Comisión de Venecia da a conocer su informe sobre la ley de amnistía que coincide con el borrador filtrado a la prensa dos semanas antes. No descalifica la ley de amnistía pero plantea algunas serias objeciones.
18 de marzo

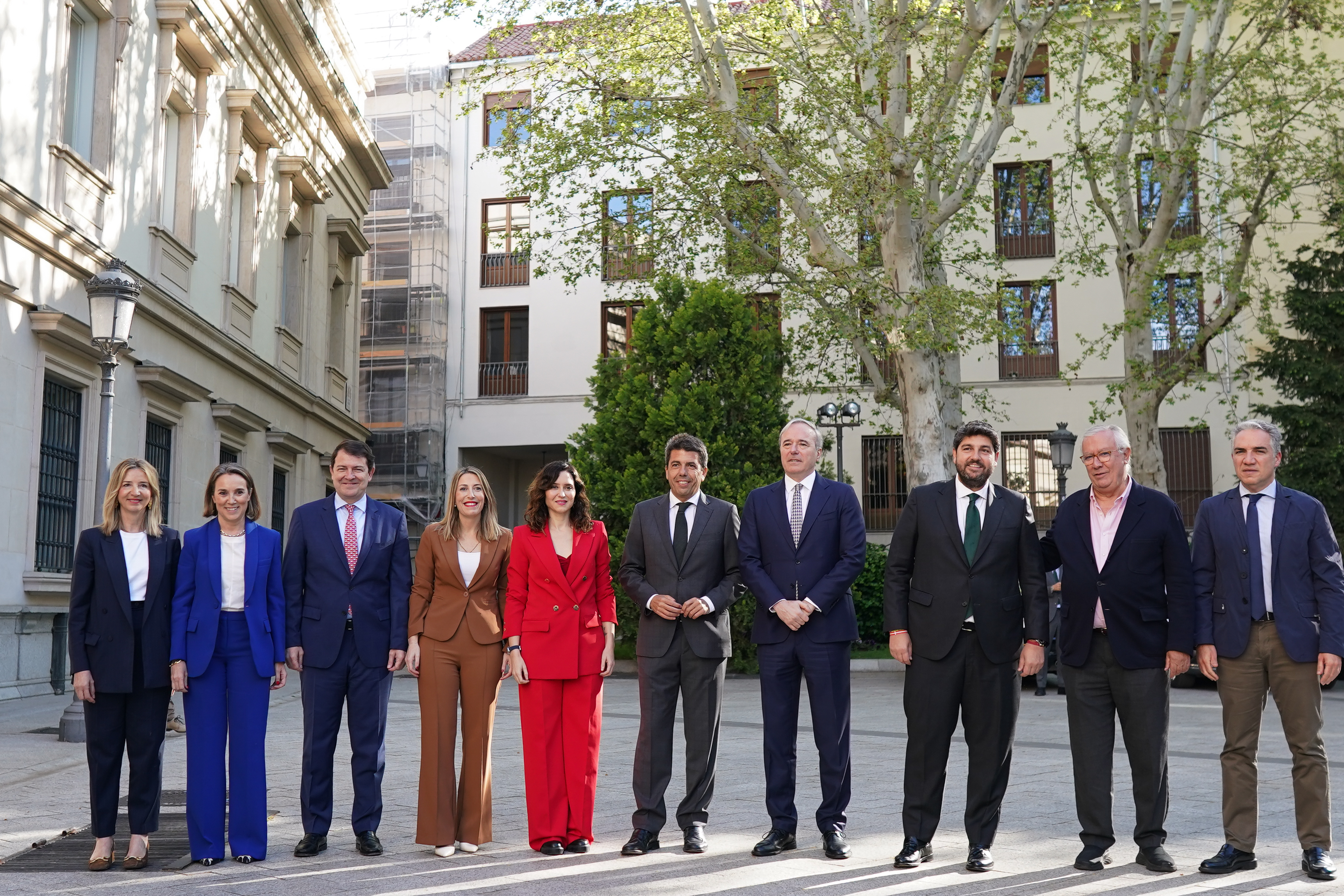
Los presidentes de las CC.AA gobernadas por el PP en el Senado. Acudieron para oponerse a la ley de amnistía.

Los letrados del Senado emiten un informe en el que consideran inconstitucional la ley de amnistía. Dictaminan también que el Senado no puede bloquear la tramitación de la ley.
21 de marzo de 2024
Los vocales conservadores del Consejo General del Poder Judicial aprueban un informe contrario a la ley de amnistía.
8 de abril de 2024

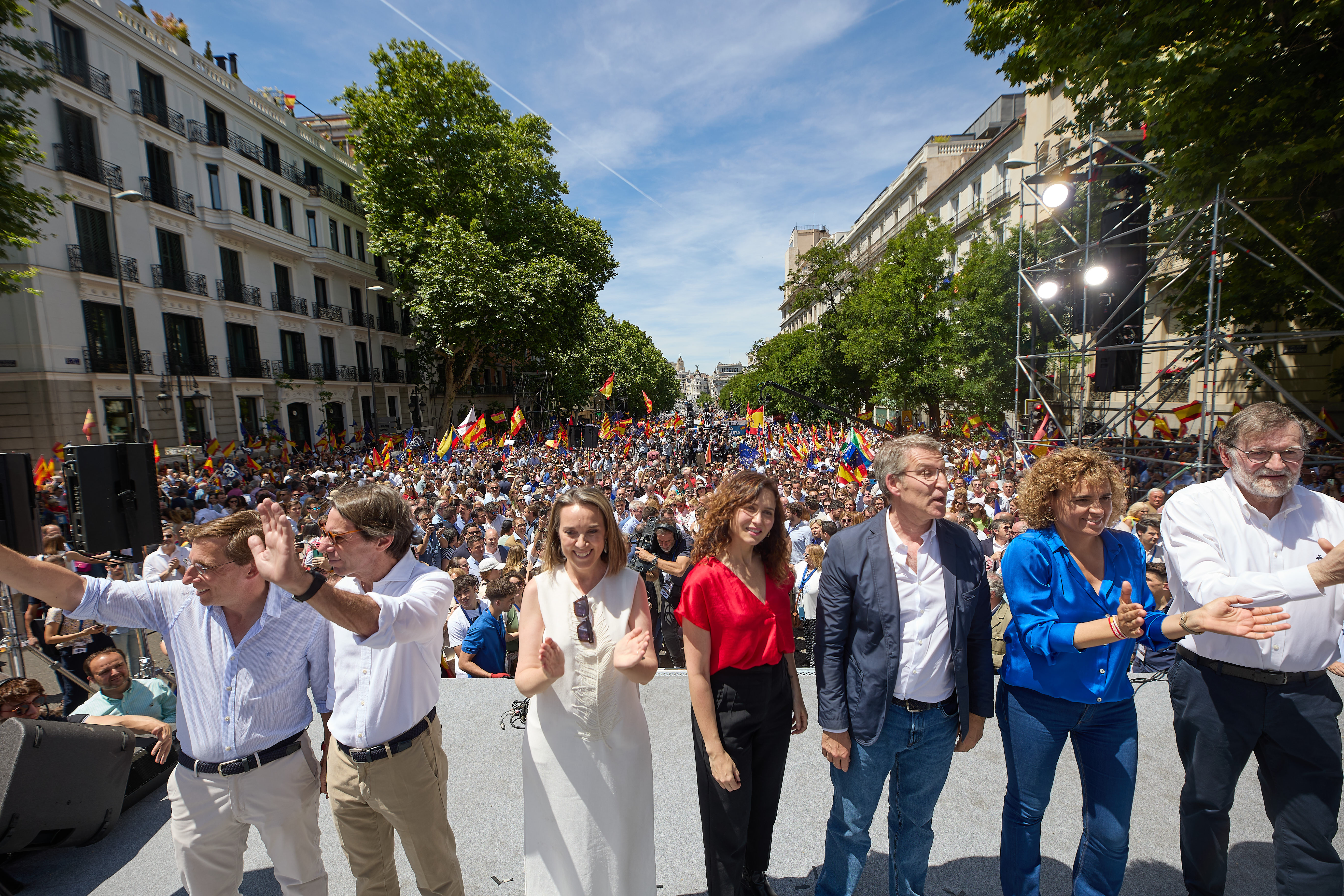
Martínez-Almeida, Aznar, Gamarra, Ayuso, Feijóo, Montserrat y Rajoy participan en el acto España responde en la Puerta de Alcalá de Madrid

Sesión de la Comisión General de las Comunidades Autónomas del Senado en la que el presidente de la Generalitat de Cataluña Pere Aragonés defiende la ley de amnistía y los presidentes autonómicos del Partido Popular se oponen a ella. No asisten ni el lehendakari vasco, ni los presidentes autonómicos del PSOE, pero los líderes territoriales del PSOE de Extremadura y Andalucía asistieron el mismo día aunque en diferente hemiciclo del Senado.
26 de mayo de 2024
El PP celebró una concentración de rechazo a la ley en la Puerta de Alcalá de Madrid.

### Después de la aprobación de la ley
30 de mayo
El mismo día en que el Congreso de los Diputados aprobó definitivamente la ley de amnistía con un debate muy tenso, plagado de insultos entre los grupos parlamentario en particular entre los grupos parlamentarios Sumar y Vox.
Todo comenzó cuando el líder de Vox defendió a Israel y acusó al diputado de Sumar, Gerardo Pisarello, quien había hablado antes que él en la tribuna, de «odiar profundamente a España». Pisarello pidió la palabra para defender a Palestina y reprochó a Santiago Abascal por reunirse con «los carniceros de Rafah», en referencia a su encuentro con el primer ministro israelí, Benjamin Netanyahu.

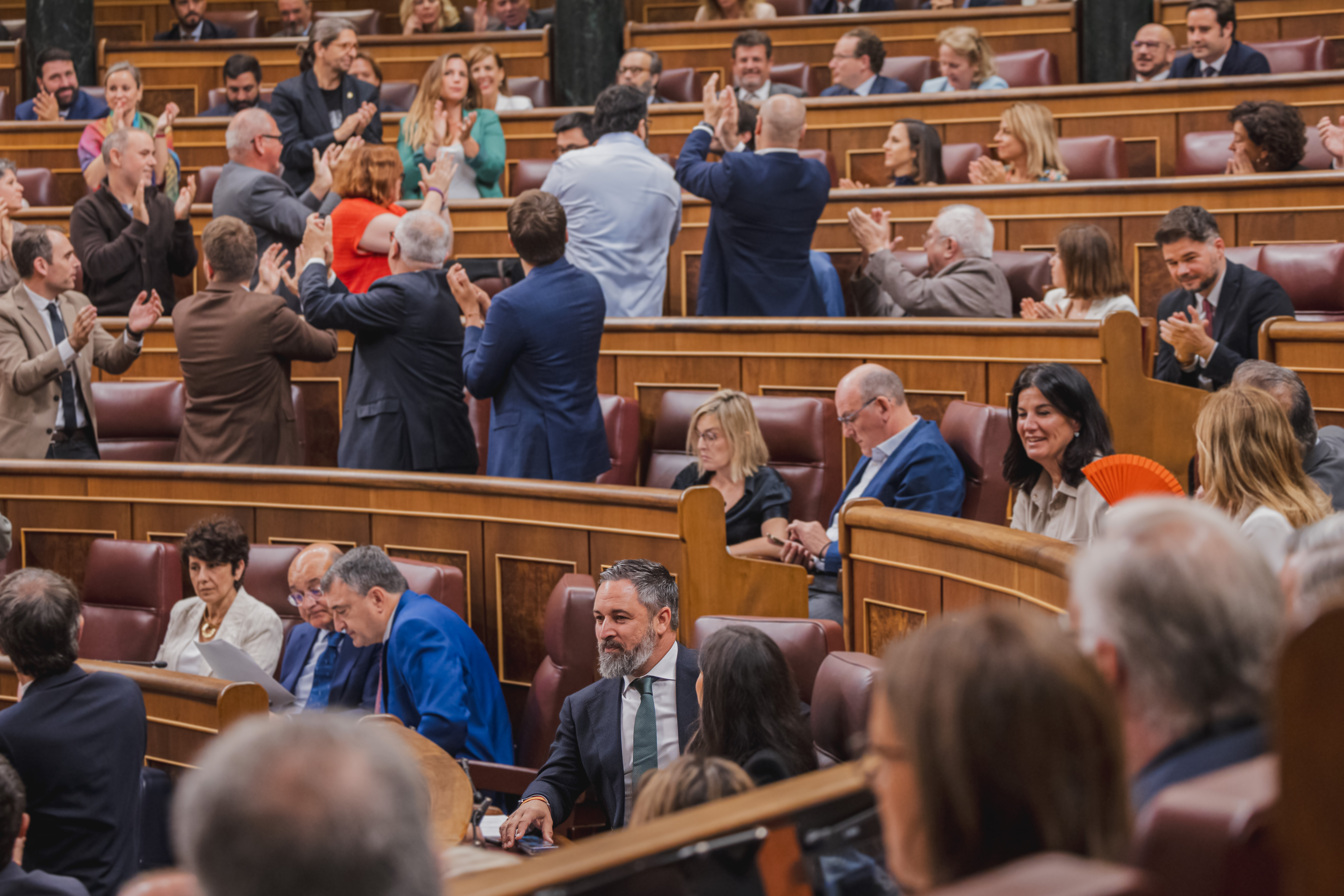
Diputados de Sumar aplaudiendo la aprobación de la ley en frente de los diputados de Vox

A continuación, comenzaron los insultos por parte de la extrema derecha. Entre gritos de «fuera», la presidenta del Congreso recordó que «ser demócrata implica escuchar al que piensa diferente». «Es un espectáculo que la gente no se merece», lamentó, mientras llamaba al orden a dos diputados, del PP y de Vox, que se enzarzaban contra parlamentarios de la izquierda que se habían puesto en pie.
El pleno tuvo que detenerse antes de la intervención del diputado del PSOE, Artemi Rallo, quien comenzó su discurso calificando a Vox de «filonazis que se reúnen con Netanyahu». Además, advirtió al PP sobre el riesgo de ser devorado por «la bestia neofascista que recorre España y Europa».
Por su parte, el líder del PP, Alberto Núñez Feijóo, se manifestó en su turno contra la medida de gracia, aseverando que «hemos asistido al acta de defunción» del PSOE. «Hoy les decimos, desde la Constitución Española, quédense ustedes con la ambición de un solo hombre; a nosotros no nos han elegido para mentir», sentenció el dirigente 'popular'.
Varios presidentes de comunidades autónomas presididas por el PP, encabezados por Isabel Díaz Ayuso, anunciaron que presentarán un recurso de inconstitucionalidad ante el Tribunal Constitucional.
Por su parte los líderes independentistas catalanes presentes en el Congreso de los Diputados, Oriol Junqueras y Jordi Turull, se felicitaron por la aprobación de la amnistía. Turull, secretario general de Junts, manifestó que la amnistía «es una gran victoria del independentismo» porque no habían «renunciado a nada». Añadió que la norma salga adelante «es una oportunidad» para que los jueces se muevan «en los estándares europeos».

#### Fallo del Tribunal Constitucional
Marzo de 2025
El Tribunal Constitucional anuló la reforma del reglamento del Senado llevada a cabo por el PP, que le permitió retrasar la tramitación de la Amnistía, argumentando que el Senado no puede alterar los plazos establecidos por el Congreso y el Gobierno, ya que su papel es secundario en el proceso legislativo. A pesar de la anulación, el PP sigue promoviendo una nueva reforma del Senado para fortalecer su poder como contrapeso al Gobierno, incluyendo medidas como obligar al presidente a comparecer mensualmente en el Senado y permitir a los senadores impugnar decisiones del Congreso sobre la tramitación de leyes.
Junio de 2025
El 26 de junio de 2025 el Tribunal Constitucional avaló la ley de Amnistía por seis votos a favor y cuatro en contra de los magistrados conservadores, aunque hizo tres correcciones menores. La sentencia justifica que la amnistía tiene un fin legítimo y razonable: reducir la tensión política en Cataluña y contribuir a la cohesión social. El tribunal considera que la ley sirve al interés público y no vulnera la Constitución. En la sentencia, se resalta que el legislador tiene la capacidad de decidir sobre lo que no está expresamente prohibido por la Constitución, lo cual se basa en el principio democrático, y no entra a valorar las motivaciones políticas que podría haber tenido la ley.
El Tribunal señala la ley no es arbitraria y las amnistías son constitucionalmente admisibles en situaciones excepcionales, como es el caso de la crisis constitucional derivada del proceso secesionista en Cataluña.
Aunque la ley es validada en su mayor parte, el Tribunal corrige algunos aspectos menores. Uno de los puntos revisados es el marco temporal de la ley, que inicialmente abarcaba hasta noviembre de 2023, pero se modifica para que solo se aplique a los hechos ocurridos hasta esa fecha. También se señala que la ley debe tener en cuenta a todas las partes afectadas por el Tribunal de Cuentas, no solo a la Fiscalía y entidades públicas.
El fallo no entra a valorar que el Tribunal Supremo no haya aplicado la ley a líderes como Carles Puigdemont y Oriol Junqueras por delitos de malversación, indicando que están aún en disputa, a la espera del recurso de amparo.